# Eneasroman

Szenen aus der Eneide. Nach einer Handschrift des 15. Jahrhunderts

Der Eneasroman (auch Eneit oder Eneide) ist eine freie Bearbeitung und Übersetzung des französischen Roman d’Énéas. Er wurde zwischen 1170 und 1188 von Heinrich von Veldeke verfasst. Die Handlung folgt dem römischen Nationalepos Aeneis, setzt aber eigene Akzente.
Der Eneasroman ist eines der ältesten profanen Werke in deutscher Sprache. Er ist der erste deutschsprachige höfische Roman des Mittelalters und die erste nicht klerikale Übertragung eines Antikenromans in den deutschsprachigen Raum. Veldeke setzte mit der Dichtung Maßstäbe für einen klaren und reinen Stil in Metrik und Reim.

## Handlung
Der Roman beginnt mit einer kurzen Zusammenfassung der Zerstörung Trojas [Vv. 1–32]. Dem Trojaner Eneas tragen die Götter auf, zu fliehen und sein Leben zu retten [Vv. 55–57], weil er der Sohn der Göttin Venus ist [Vv. 41–48]. Die Göttin Juno lässt ihn nun sieben Jahre auf dem Meer umherirren, da sie wütend auf dessen Mutter ist [Vv. 156–180]. Der Konflikt zwischen den beiden Göttinnen entstammt noch der Aeneis. Juno und Venus initiieren dort den Konflikt, der aus dem Parisurteil resultierte. Deutlich dezimiert erreichen Eneas und seine Gefolgsleute schließlich Karthago, das die schöne Dido gegründet hat [Vv. 254–291].
Dido gewährt ihnen großzügig Hilfe und Sicherheit [Vv. 562–565] und verliebt sich bei der ersten Begegnung mit Eneas heftig in ihn [Vv. 698–749]. Sie hält ihre Gefühle zunächst aber geheim [Vv. 848–861] und kann in der Nacht darauf vor lauter Sehnsucht und Liebe zu Eneas nicht schlafen [1331–1441]. Dido quält sich folglich unendlich [Vv. 1387] und berät sich nur mit ihrer Schwester Anna. [Vv. 1460–1470] Alle beschriebenen Qualen stellen klassische "Minne-Symptome" dar. Nachdem Dido einmal verliebt ist, zieht diese Liebe alle körperlichen Konsequenzen nach sich.
Eines Tages beschließt sie, mit Eneas und dessen Gefolge auf die Jagd zu gehen [Vv. 1678–1681]. Durch ein Unwetter werden Dido und Eneas aber von der Gesellschaft getrennt und suchen zusammen Schutz unter einem Baum [Vv. 1824–1829]. Eneas begreift, wie schön sie ist und die beiden schlafen miteinander [Vv. 1834–1855]:

„Dô nam der hêre Ênêas / die frouwen under sîn gewant. / wol geschaffen her si vant. / her begreif si mit den armen. / do begunde ime irwarme / al sîn fleisch und sîn blût. / dô heter manlîchen mût, / dâ mite gwan er di oberen hant; / der frouwen her sich underwant. / (…) minnechlîche her si bat, / daz si in gewerde / des si selbe gerde, / (iedoch sprach di dar wider) / und er legete sie dar nider, / alsez Vênûs geriet: / sine mohte sich erweren niet. / her tete ir daz her wolde, / sô daz her ir holde manlîche behielt. / ir wizzet wol, waz des gewielt.“

„Da nahm der edle Eneas / die Dame unter seinen Mantel. / Er nahm ihre Schönheit wahr. / Seine Arme schlang er um sie. / Darauf belebte sich / sein ganzes Fleisch und Blut. / Weil er ein Mann war, / gewann er die Oberhand; / er bemächtigte sich der Dame. / (…) Freundlich bat er sie, / ihm zu gewähren, / wonach sie sich selber sehnte / – aber sie lehnte ab – / und er legte sie nieder, / so wie Venus es anordnete: / Sie konnte sich nicht wehren. / Er tat mit ihr, was er wollte, / sodass er ihre Zuneigung tapfer behielt. / Ihr wisst gut, was das war.“

Nach anfänglichem Leugnen in der Zeit darauf gibt sie sich schließlich offen als seine Frau zu erkennen [Vv. 1888–1911]. Dabei stößt Dido auch die Herren der umliegenden Länder vor den Kopf, weil sie sich nach dem Tod ihres verstorbenen Gatten Sychaeus verpflichtet hat, sich nie wieder zu binden [Vv. 1919–1949]. Dieses Problem wird auch in der späteren Unterweltsfahrt des Eneas thematisiert. Nach einiger Zeit schicken die Götter Eneas eine Botschaft, in der sie ihn auffordern, das Land zu verlassen [Vv 1958–1969]. Er ist darüber zwar betrübt, will aber tun, was sie verlangen [Vv. 1970–1994]. Dido versucht ihn davon abzuhalten. Sie beklagt sich und beschimpft ihn, scheitert aber. [Vv. 2004–2110] Nach seiner Abfahrt [Vv. 2230–2235] verbrennt sie Eneas’ zurückgelassenes Gut, sticht sich sein Schwert ins Herz und verbrennt anschließend auch selbst im Feuer [Vv. 2423–2433]. Diese Art des Todes stellt Dido als besonders maskulin dar, was ihrem gesamten bisherigen Auftreten entspricht [Vv. 2423–2440]:

„Dô si daz allez gesprach, / mit dem swerde sie sich stach / in daz herze dorch den lîb. / al wâre sie ein wîse wîb, / sie was dô vil sinne lôs. / Daz si den tôt alsô kôs, / daz quam von unsinne. / ez was unrehtiu minne / diu sie dar zû dwanc, / mit dem stiche sie spranc / unde viel in die glût. / dô dorrete daz blût, / daz ir ûz der wunden flôz, / wande daz fûr was grôz. / deste schierre was verbant / ir gebende und ir gewant. / ir fleisch mûste smelzen / unde ir herze swelzen.“

„Als sie das alles gesprochen hatte, / stach sie sich mit dem Schwert / durch die Brust ins Herz. / Obwohl sie eine verständige Frau gewesen war, / war sie nun von Sinnen. / Dass sie einen solchen Tod erwählte, / kam von Verrücktheit. / Es war keine rechte Liebe, / die sie dazu zwang. / Mit dem Einstich sprang sie / und fiel in die Glut. / Da vertrocknete das Blut, / das aus ihrer Verletzung floss, / denn es war ein großes Feuer. / Umso schneller verbrannte / ihr Gebinde und ihre Kleidung. / Ihr Fleisch schmolz / und ihr Herz verbrannte.“

Kurz vor dem Tod verzeiht sie Eneas noch. [Vv. 2441–2447] Dido wird sehr beklagt und fürstlich bestattet [Vv. 2456–2514].
Während der Reise erscheint der verstorbene Vater Eneas [Vv. 2540–2547] und trägt ihm auf, seine tapfersten Männer auszuwählen, um nach Italien zu fahren. Vorher solle er ihn aber noch in der Unterwelt treffen. Zu diesem Zweck solle Eneas die Prophetin Sibylle von Cumae treffen [Vv. 2556–2615]. Eneas findet die furchterregende Sibylle vor ihrem Tempel [Vv. 2693–2705]. Nachdem die Sibylle um Eneas Bestimmung erfährt, verspricht sie, ihm zu helfen [Vv. 2767–2775]. Die beiden machen sich auf den Weg in die Unterwelt [Vv. 2888–2911]. In der Unterwelt herrschen große Qualen und Leid [Vv. 2941–2951]. Sibylle führt Eneas weiter [Vv. 3180–3183] und sie treffen auf den Höllenhund Cerberus [Vv. 3198–3199], auf die leidenden Kinder, die im Mutterleib gestorben sind [Vv. 3273–3283], auf die gefallenen Krieger [Vv. 3310–3311] und auf die, die aus Liebe den Tod gefunden haben. Eneas findet hier auch Dido, die sich aber abwendet [Vv. 3292–3306].
In den Elysischen Gefilden begegnet ihnen schließlich der Vater des Eneas, Anchises [Vv. 3576–3585]. Er zeigt ihm in einem Gewässer die Zukunft [Vv. 3611–3625]. Außerdem verkündet er seinem Sohn, wo er sich nach der Reise niederlassen soll [Vv. 3706–3719]. Sibylle und Eneas kehren wieder in die Oberwelt zurück [Vv. 3732–3735].
Zusammen mit seinem Gefolge fährt Eneas nun übers Meer und kommt in der Tibermündung an [Vv. 3741–3754]. Der dort angesiedelte König Latinus nimmt ihn in Laurentum freundlich auf [Vv. 3924–3927]. Er verspricht Eneas seine Tochter Lavinia als Frau, dazu Land und Krone nach seinem Ableben. Die Götter selbst haben es Latinus so aufgetragen [Vv. 3954–3960]. Eneas beginnt daraufhin, auf einem Berg die Burg Montalbane zu errichten [4050–4069]. Die Königin erinnert ihren Mann zornig daran, dass die Prinzessin bereits dem Rutulerfürsten Turnus versprochen ist. [Vv. 4153–4256] Der will sein Recht gegenüber Eneas behaupten und versammelt ein großes Heer um sich [Vv. 4410–4518]. Im Heer des Turnus befinden sich sehr viele edle und tapfere Männer aus den verschiedensten Ländern und Städten [Vv. 5119–5126]. Auch unter anderem der Sohn von Neptun [Vv. 5014–5089] und die wunderschöne Jungfrau Camilla, die sich wie ein Ritter verhält und mit ihrem weiblichen Gefolge in den Kampf zieht [Vv. 5142–5224]. Turnus und seine Gefolgsleute beschließen vorerst, die Burg Montalbane zu belagern [Vv. 5516–5523]. Eneas ist aber gut gerüstet mit Waffen und Lebensmitteln, so dass er standhalten kann [Vv.5538–5551]. Die Göttin Venus sieht unterdessen, in welcher Gefahr ihr Sohn schwebt. Sie verträgt sich wieder mit Volcanus, dem Schmiedegott, damit er Eneas eine prächtige Rüstung baut [Vv. 5595–5670].
Eneas zieht nun auf Anraten seiner Mutter nach Pallanteum, um die Unterstützung des dortigen Königs Euander zu gewinnen [Vv. 5848–5900]. Weil Turnus und Euander Feinde sind, schickt dieser unter anderem seinen Sohn Pallas mit Eneas mit [Vv. 6124–6188]. Als Eneas mit Gefolge zurückkommt, gehen die Heere kurz darauf aufeinander los [Vv. 7267–7375]. Der Kampf dauert den ganzen Tag und Eneas erlegt viele Feinde [Vv. 7397–7447]. Auch Turnus und Pallas liefern sich einen heftigen Zweikampf, in dem Pallas schließlich niedergestochen wird [Vv. 7510–7570]. Ehe Turnus den Getöteten verlässt, stiehlt er ihm einen Ring vom Finger. Diesen Ring hat Eneas Pallas zum Zeichen der engen Verbundenheit geschenkt [Vv.7599–7615]. Pallas wird voller Schmerz beklagt. [Vv. 7753–7775] [Vv. 8125–8234]. Sein Grab ist königlich [Vv. 8240–8373]:

„Nidene was der esterîch / von lûtern cristallen / und jaspide und corallen. / die sûle marmelsteine, / die wende von helfenbeine, / dar inne stunt manch edel stein. / (…) der stein, dar în geleget wart / Pallas der kûne, / der was ein prasîn grûne / ergraben wol mit sinne. [Vv. 8282–8305]“

„Der Fußboden war unten / aus klarem Kristall, / Jaspis und Korallen. / Die Säulen waren aus Marmor, / die Wände aus Elfenbein, / in denen zahlreiche Edelsteine eingesetzt waren. / (…) Der Stein in den gelegt wurde / der tapfere Pallas, / war ein grüner Schmuckstein / mit Bedacht graviert.“

Die Pforte wird zugemauert und erst mehr als 2000 Jahre später in der Zeit von Kaiser Friedrich I. wiederentdeckt [Vv. 8409–8408].
Latinus berät sich nun mit seinen Vasallen [Vv. 8428–8458]. Sie kommen gerade zu dem Entschluss, dass Eneas und Turnus im Zweikampf um Frau und Krone kämpfen sollen [Vv. 8609–8621], als die beiden Heere erneut beginnen zu kämpfen [Vv. 8742–8768]. Besonders die Jungfrau Camilla kämpft tapfer und ersticht einen Spötter [Vv. 8964–9027]. Als sie aber den Helm eines Opfers an sich nehmen will, wird sie hinterrücks von einem Trojaner durchbohrt [Vv. 9064–9131]. Die tote Amazonenkönigin wird beweint, in die Heimat geschickt und prachtvoll begraben [Vv. 9283–9574].
Eines Abends nimmt die Mutter Lavinia beiseite und rät ihr, Turnus zu lieben [Vv. 9735–9788]. Lavinia weiß nicht, was es mit der Minne auf sich hat und die Mutter versucht, es ihr zu erklären [Vv. 9789–9831].
Die Königin schließt damit, dass sie androht, ihre Tochter töten zu lassen, falls sie ihr Herz Eneas zuwenden sollte [Vv. 9966–9990]. Kurz darauf erblickt Lavinia von ihrem Fenster aus Eneas [Vv. 10007–10027]. Augenblicklich beginnt sie, ihn zu lieben [Vv. 10031–10027]. In einem langen Monolog versteht Lavinia nun immer mehr von der Minne, die sie so leiden lässt. Sie beginnt, Turnus zu hassen [Vv. 10061–10430]. Am nächsten Tag durchschaut die Königin Lavinias Zustand und überredet die Tochter, den Namen des Geliebten aufzuschreiben [Vv. 10497–10661]. Als sie den Namen Eneas’ liest, verflucht sie ihre Tochter und schimpft auf den Trojaner. Dabei verleumdet sie ihn und deutet unter anderem an, er sei mehr Männern als Frauen zugewandt. [Vv. 10614–10673]. Lavinia verteidigt Eneas [Vv. 10674–10687] und fällt schließlich einer Ohnmacht zum Opfer [Vv. 10713–10724]. Nach dem Erwachen schreibt Lavinia einen kurzen Brief an Eneas, in dem sie ihre Liebe zu ihm offenbart [Vv. 10722–10805]. Sie versteckt den Brief in einem Pfeil [Vv. 8812–10827] und überzeugt mit einer List einen Bogenschützen davon, ihn in Richtung Eneas abzuschießen. Eneas findet den Brief und liest ihn heimlich [Vv. 10843–10937]. Bei Eneas zeigen sich nun ebenfalls die Anzeichen der Minne [Vv. 11024–11035]:

„Do her denken begonde / mit allen sinnen sînen / umb die schônen Lavînen, / (…) do begonder heizen unde rôten. / von minnen erhitzete im sîn blût / und verwandelt im sîn mût. / dô wânde der helt vile mâre, / daz ez ein ander wêwe wâre, / suht oder fieber oder ride: / (…).“

„Als er zu denken begann / mit all seinen Gedanken / an die schöne Lavinia, / da erhitzte er sich und wurde rot. / Von der Minne wurde sein Blut heiß / und veränderte sein Gemüt. / Darauf dachte der große Held, / dass es ein Leiden sei, / Krankheit, Fieber oder Fieberschauer: / (…).“

Er kann nicht schlafen [Vv. 11016–11041] und ist jetzt in der Lage, die Qualen Didos nachzuvollziehen. Hätte er das schon früher getan, hätte er sie nie zurückgelassen. Eneas sieht jetzt, welche Schuld er um ihretwillen trägt und dass die Minne ihr – genauso wie ihm jetzt – Geisteskraft geraubt hat [Vv. 11180–11193]. Umso entschiedener will er gegen Turnus um Lavinia kämpfen [Vv. 11043–11083].
Am Tag des Zweikampfes kommt es nochmals zu einer Auseinandersetzung zwischen den Kampfgenossen von Turnus und Eneas [Vv. 11634–11807]. Eneas wird von einem Pfeil getroffen. [Vv. 11851–11886] Er wird nur kurz verarztet, erscheint dann wieder auf dem Feld [Vv. 11888–11920].
Turnus und Eneas beginnen nun endgültig den Zweikampf mit dem Schwert [Vv. 12175–1238]. Turnus schlägt sich tapfer, aber Eneas hat eine so gute Rüstung, dass er stets geschützt bleibt [Vv. 12382–12411]. Zudem verleiht ihm der Anblick Lavinias Hoffnung [Vv. 12412–12459], so dass er die Oberhand gewinnt. Turnus gesteht Eneas nun alles zu, auch die Entscheidung über sein Leben [Vv. 12460–12558]. Da zeigt Eneas Mitleid: Er will Turnus am Leben lassen und ihm seine Gewogenheit schenken [Vv. 12559–12578]. Da sieht er an der Hand des Turnus den Ring des Pallas. Er rächt seinen Freund und bestraft Turnus’ Habgier, indem er ihn enthauptet [Vv. 12573–12606]. Die Klage um Turnus ist groß [Vv. 12607–12609].
Am nächsten Tag wird Eneas in Laurentum herzlich willkommen geheißen [Vv. 12842–12874]. Eneas und Lavinia werden vom Glück erfüllt [Vv. 12878–12891]. Im gesamten prächtig ausgestatteten Palast herrscht feierliche Stimmung [Vv. 12971–12964]. Nur die Königin verflucht Lavinia und liegt tagelang im Bett, bis der Tod sie einholt [Vv. 13086–13092].
Der Hochzeitstag wird sehr groß begangen [Vv.13088–13119]. Es herrscht allgemeine Großzügigkeit [Vv. 13165–13200]. Heinrich vergleicht die Feier mit dem Mainzer Hoffest von 1184. Eneas wird ein König mit Macht. Er lebt mit Lavinia sehr glücklich [Vv. 13255–13286]. Zu seinen Nachfahren gehören Romulus und Remus, sowie Julius Caesar und Kaiser Augustus [Vv. 13359–13411]. In dessen Zeit ist auch Jesus Christus geboren [Vv. 13412–13428]
Heinrich von Veldeke hat das Werk aus dem Französischen übernommen. Er beschreibt kurz die Umstände der Entstehung.
Wenn Vergil, der ursprüngliche Urheber der Erzählung, die Wahrheit gesagt hat, dann ist die Geschichte wahr. Denn Heinrich hat alles genau richtig übersetzt [Vv. 13505–13528].

## Charakterisierung der wichtigsten Figuren

### Eneas
Der Trojaner Eneas wird überwiegend positiv dargestellt. Er ist ein Kind der Liebesgöttin Venus. Cupido selbst ist sein Bruder [Vv. 41–48]. Eneas ist darum außerordentlich schön [Vv. 10007–10027]. Auch von weltlicher Seite her kommt er aus einer edlen Familie [V. 1541]. Aus seinem Geschlecht erwachsen einige der größten Heldenfiguren der römischen Geschichte [Vv. 13359–13411].
Eneas wird als entschlossen und tüchtig charakterisiert, was daran deutlich wird, dass er die Burg Montalbane so schnell und sicher befestigt [Vv. 5560–5563]. Außerdem erscheint er als ein sehr tapferer Krieger [Vv. 11888–11920]. Das Verhältnis zu seinen Gefolgsleuten erscheint als ausgesprochen gut. Eneas wurde als Herr von ihnen ausgewählt [Vv. 5945–5946] und als er im Kampf verletzt wird, fürchten sich die Männer, weil er nicht bei ihnen ist [Vv. 6354–6357]. Tapfer kehrt Eneas dann auch so bald wie möglich zu ihnen zurück, weil er sich um seine Kampfgenossen sorgt [Vv. 11888–11920]. Er scheint eine persönliche Beziehung zu jedem Einzelnen zu haben, da er beispielsweise die gute Nachricht von Latinus jedem erzählt [Vv. 4127–4133]. Die Solidarität unter den Trojanern geht sogar so weit, dass Eneas sich mehrmals mit ihnen berät. Einen Entschluss, der auch andere betrifft, fasst er nicht oft allein. So lässt er sich beispielsweise überreden, den sehnsüchtig erwarteten Hochzeitstermin mit Lavinia am Ende noch etwas zu verschieben [Vv. 12607–12657] oder bespricht, ob er wirklich aus Troja fliehen soll [Vv. 60–71]. Er hat nur wenige Geheimnisse, verschweigt aber unter anderem seine Fahrt in die Unterwelt [V. 2663]. Eneas’ Fähigkeit zu Loyalität zeigt sich auch im Verhältnis zu Pallas: Er liebt seinen Freund sehr und lässt nach seinem Tod auch offene Tränen zu [Vv. 8078–8088]. Der Wunsch nach Rache für den jungen Mann bleibt bestehen, so dass Turnus am Ende büßen muss [Vv. 12573–12606].
Der Sieg über Turnus ist zwar ein Grund zur Freude für Eneas [Vv. 12530–12558], aber bevor er den Ring erblickt, zeigt er gegenüber dem Feind noch Erbarmen und Gnade [Vv. 12559–12578]. Mitleid hat er auch gegenüber den Leidenden in der Unterwelt [Vv. 2988–2990]. Später beweist er Großzügigkeit, als er viele kostbare Geschenke verteilt [Vv. 12965–13015].
Angst zeigt Eneas vor allem in der Unterwelt [Vv. 2653–2655]. Auch Sibylles Anblick erschreckt ihn, aber er überwindet seine Furcht [Vv. 2689–2695]. In der Folgezeit verhält er sich dankbar und folgsam [Vv. 2878–2880].
Auffallend erscheint auch Eneas’ Treue zu seinem Vater Anchises. So lässt er ihn bei der Flucht aus Troja tragen, weil er so alt ist [Vv. 133–135]. Seine Frau, die ihm auf der Flucht abhandenkommt, vermisst er hingegen scheinbar nicht [Vv. 140–142].
Darüber hinaus mag man es als impulsiv interpretieren, dass Eneas sich im Wald von Didos Schönheit hinreißen lässt [Vv. 1834–1855]. Fragwürdig ist es, Eneas Grausamkeit zu unterstellen, weil er sie anschließend verlässt. Der Abschied bereitet ihm Schmerzen [V. 1992], da er nie eine Frau so sehr geliebt hat, wie sie [Vv. 2060–2063]. Er rät Dido auch entschieden vom Suizid ab [Vv. 2102–2105] und bereut sein Weggehen später, als er wahre Liebe kennenlernt [Vv.11180–11193].
Eneas verlässt Karthago, weil die Götter selbst es ihm befohlen haben [Vv. 1958–1969]. Er dient den Göttern stets ohne zu widersprechen [V. 1971], so auch bei der Flucht aus Troja, der Unterweltfahrt und anderen Gelegenheiten.
Eneas verhält sich gegenüber Lavinia ebenfalls überwiegend edel und aufrichtig. So bleibt ihr Brief vorerst sein Geheimnis [Vv. 10908–10937] und er denkt weitestgehend gut über sie [Vv. 11227–11262]. Die Minne selbst ist für ihn ein vollkommen neues Phänomen, über das er sich zuerst aufregt, weil die Gefühle seinen Verstand zu vernebeln scheinen. Er fühlt sich sogar von seinem göttlichen Familienteil gestraft und fürchtet um sein Leben [Vv. 11016–11083]. Sein Bild von Lavinia schwankt ein paar Mal, beispielsweise, als er denkt, sie habe Turnus einen eben solchen Brief geschrieben [Vv. 11227–11262]. Er macht sich auch einige Gedanken darüber, wie er nun handeln soll [Vv. 11263–11310]. Insgesamt wird Eneas aber von seinen Gefühlen nicht ganz so stark hin- und hergerissen wie sie. So kann er zum Beispiel nach einer durchwachten Nacht immerhin am Morgen einschlafen, während Lavinia sehr früh wieder aufsteht [Vv. 11342–11403].
Am Ende spricht er von seiner unendlichen Dankbarkeit Lavinia gegenüber [Vv. 2892–12899]. Daraus könnte man die Schlussfolgerung ziehen, dass Eneas eine Beziehung zu ihr auf Augenhöhe anstrebt. Gegen diese These spricht, dass er sich frisch verliebt entschließt, sie nicht von seinen Gefühlen in Kenntnis zu setzen, weil er fürchtet, sie könne darüber hochmütig werden [Vv. 11294–11310].

### Lavinia
Prinzessin Lavinia wird als junkfrouwe lussam [V. 10455] (liebliches Edelfräulein) charakterisiert, das bezaubernd anzusehen ist [Vv. 10978–10980]. Dabei zeigt sie im Laufe der Erzählung unterschiedliche Seiten von sich:
Einerseits erscheint sie als rein und tadellos, weil es ihr unter anderem Schwierigkeiten bereitet, sich eine Lüge für ihre Mutter zu erdenken, die ihr ihre Verliebtheit ansieht [Vv. 10510–10513]. Auch ist Eneas der erste Mann, den sie liebt [Vv. 10150–10179]. Ihre Jungfräulichkeit wurde zu keiner Zeit angetastet [Vv. 12917–12964]. Auch die Minne ist ihr völlig neu, so dass sie sehr unschuldig erscheint [Vv. 9789–9831]. Erst in der Konfrontation mit dem neuen Gefühl wird ihr Vieles über das Wesen der Minne klar [Vv. 10216–10239].
Gegenüber der Königin zeigt sie eine gewisse Furcht und Verzagtheit. So gibt sie nach ihrem Drängen nicht nur zu, verliebt zu sein [Vv. 10578–10611], sondern auch den Namen des Geliebten preis [Vv. 10614–10631]. Dies könnte man auch für Gutgläubigkeit halten. Ihre Schwäche gegenüber der Mutter gipfelt in einer Ohnmacht, ausgelöst durch Zorn und verletzende Worte [Vv. 10713–10724].
Andererseits ist Lavinia in ihrem Verhalten sicher, wenn nicht sogar trotzig, als sie darauf besteht, nie einen Mann zu lieben [Vv. 9966–9990]. Sie hält der Mutter stand, als diese anfängt, Eneas zu verleumden, und widerspricht ihr deutlich, um ihn zu verteidigen [Vv. 10614–10687]. Ihr Handeln lässt sich an dieser Stelle also als mutig und stark beschreiben. Obwohl das Mädchen voller Angst ist [V. 10787], lässt es sich nicht von seinen Gefühlen abbringen und verfasst sogar unmittelbar nach den Attacken der Mutter ein Schreiben an Eneas [Vv. 10722–10805]. Dies wiederum könnte man entweder als Entschlossenheit oder als Hilferuf interpretieren. Sie beherrscht eine formvollendete Sprache im Brief, ist also auch gebildet [Vv. 10785–10805]. Eneas ist sich allerdings sicher, dass Amor selbst ihr den Mut für ihr Handeln und die schönen Worte gegeben hat [Vv. 11263–11291]. Die Fragen, die sie der Mutter zur Minne stellt, erscheinen sehr naiv [V. 9799]. Manch ein Zuhörer könnte angesichts dieser fast übertriebenen Unsicherheit aber auch vermutet haben, sie wolle ihre Mutter nur täuschen und wisse bereits mehr über die Minne, als sie zugeben wolle.
Klugheit beweist Lavinia, als sie den Brief an Eneas nicht versteckt, sondern bei sich behält [V. 10810]. Sie ersinnt sogar eine List, um ihm den Brief zukommen zu lassen. Dabei erzählt sie auch eine Lüge und bringt den Bogenschützen in eine gewisse Gefahr, den Waffenstillstand zu brechen [Vv. 80812–10912]. Man könnte Lavinia an dieser Stelle Verschlagenheit unterstellen, aber auch Geschicktheit und Beredsamkeit oder Diplomatie.
Lavinia zeigt moralisches Gespür, als sie ihrer Mutter am Ende verdeutlicht, dass ein Selbstmord töricht wäre [Vv. 13063–13085]. Obgleich von ihr beschimpft, redet sie die Königin auch noch mit liebiu mûder mîn [V. 13085] (liebe Mutter) an. Sie scheint darum sanftmütig oder in diesem Fall beschwichtigend zu sein.
In ihrer heftigen Liebe [Vv. 10468–10496] zu Eneas zeigt sich Lavinia entschlossen. Auch nach einer schweren Enttäuschung kann sie ihn nicht loslassen [Vv. 11368–11422]. So heißt es noch am Ende, dass sie ihrem Ehemann beständige Treue und Zuneigung schenkt [Vv. 13329–13330]. Ihr Bild von ihm schwankt jedoch im Laufe der Erzählung mehrmals. So erwägt sie zum Beispiel kurz, er könne wirklich homosexuell sein [Vv. 10760–10771]. Dennoch scheinen ihre Gefühle eher in einem momentanen Aufruhr zu sein, als dass man sie als wankelmütig bezeichnen könnte. Am Ende ihrer inneren Monologe überzeugt sie sich selbst schließlich immer vom Guten in Eneas [Vv. 10774–10784] und lässt sich auch nicht von ihrem Hass zu Turnus abbringen [Vv. 10302–10313].

### Dido
Dido ist eine Frauengestalt mit außerordentlicher Macht [Vv. 290–291]. Sie herrscht über das reiche und mächtige Karthago, das sie selbst gegründet hat [Vv. 287–291]. Auch für ihre Klugheit bekommt Dido Respekt erwiesen [Vv. 407–409]. So hat sie bei ihrer Ankunft in Libyen mit einer List sehr viel Land und schließlich ganz Libyen erworben [Vv. 294–348]. Dido ist außergewöhnlich schön [Vv. 1700f] und besitzt auch prächtiges Geschmeide [Vv. 1687–1741]. Veldeke schreibt, sie sehe aus wie Diana, habe aber ein weicheres Herz [Vv. 1794–1797]. Dies stellt sie auch unter Beweis, als sie Eneas und seine Boten freundlich und großzügig aufnimmt [Vv. 455–456]. Zugleich beweist sie Stärke, weil sie die Heiratsanträge der Herrscher der umliegenden Länder stets abgelehnt hat [Vv. 1919–1949]. Sie selbst behauptet, sie wolle auf diese Weise ihrem verstorbenen Manne treu bleiben. Dieses Argument lässt sie sich in Bezug auf Eneas aber von ihrer Schwester Anna ausreden [Vv. 1485–1495].
Didos Sicherheit, die sie als souveräne Herrscherin aufweist, scheint sie gegenüber Eneas zu verlieren. Sie verliebt sich bei seiner Ankunft heftig in ihn, was von Venus und Cupido herbeigeführt worden ist [Vv. 739–749]. Ein Armschmuck, den er ihr überreicht, bedeutet ihr plötzlich so viel wie ihr Leben [Vv. 1314–1316]. Ihre Gefühle hält sie vorerst aber unter Schmerzen geheim, weil sie sich nicht getraut, ihm ihre Liebe zu gestehen [Vv. 848–861]. Gegenüber Eneas scheint sie generell weniger Selbstvertrauen an den Tag zu legen, als dies sonst der Fall war. So hält sie Eneas Anfangs auch für zu gut für sich [V. 1556] und Anna muss ihr Mut zusprechen [Vv. 1473–1480].
Dido weiß, dass sie durch unüberlegtes Handeln ihre Stellung gefährden könnte [V. 1303]. Trotzdem gibt sie sich im Wald gerne dem Trojaner hin. Sie wehrt sich zwar Anfangs noch, lässt sich dann aber doch von ihrer Liebe zu ihm überwältigen [Vv. 1849–1855]. Erst später bereut sie, dass sie seiner Bitte so schnell nachgekommen ist [Vv. 1881–1884]. Durch ihre Leidenschaft für Eneas scheint sie also etwas von ihrer Besonnenheit eingebüßt zu haben. Das äußert sich auch darin, dass sie sich nicht dafür interessiert, dass die Herren der umliegenden Länder nun erbost versuchen, ihrem Ruf zu schaden [Vv. 1919–1949]. Dies könnte man auch als Gutgläubigkeit einschätzen, denn es hätte ihr vermutlich klar sein müssen, dass ein öffentliches Bekennen zu Eneas solche Folgen hätte. Heinrich schreibt aber, dass sie durch den Weg ins Öffentliche vor allem die Schande verharmlosen wollte, die ihr unehelicher Fehltritt über sie gebracht hat [Vv. 1912–1915].
Als Dido von der Abreise des Eneas erfährt, scheint sie endgültig jede Unabhängigkeit verloren zu haben: Sie fürchtet zum Beispiel, sich gegen die umliegenden Herrscher nun nicht mehr zur Wehr setzen zu können [Vv. 2190–2191]. Diese Bedrohung von außerhalb ist durchaus real. Darum ist ihr Flehen wahrscheinlich nicht nur ein Vorwand, um ihn am Weggehen zu hindern. Dido verliert außerdem die Haltung, als die Eneas beschimpft [Vv. 2210–2229] und all die Geschenke bereut, die sie ihm gemacht hat [Vv. 2121–2123]. Nach seiner Abfahrt verbrennt Dido alles, was er zurückgelassen hat [Vv. 2230–2235]. Sie scheint ihre Verlassenheit noch schlechter ertragen zu können, als ihre vormalige Verliebtheit, weshalb sie Anna unter einem Vorwand wegschickt [Vv. 2264–2269], um sich dann mit dem Schwert des Eneas das Leben zu nehmen [Vv. 2423–2425]. Weder Eneas noch ihre Gefolgsleute hätten ihr eine solche Tat zugetraut. Dafür galt Dido als zu klug und beherrscht [Vv. 2516–2528], was den Wandel verdeutlicht, den sie während der Erzählung vollzieht.

## Analyse der Form und des Inhalts
Zu Beginn des Eneasromans dreht sich die Erzählung in Vers 1-2528 vor allem um Dido und die Ereignisse in Karthago. Nach ihrem Tod setzt Eneas in Vers 2529–3740 zur Unterweltfahrt an und landet wenig später in Italien. Die Verse 3741–6302 berichten von den Vorbereitungen für den Kampf um Italien, von dem in den Versen 6303–9734 die Rede ist. In Vers 9735 beginnt der große Part um Lavinia, als ihre Mutter sie zum Gespräch beiseite nimmt. Der Zweikampf um die Königstochter und Italien entscheidet sich. In den Versen 13429–13528 findet sich schließlich der Epilog. Die Handlung wird immer wieder von detailreichen Beschreibungen unterbrochen. Sie betreffen zum Beispiel prachtvolle Kleider, Gräber, Kampfausrüstungen oder Vorgänge in der Seele.
Der zeitliche Ablauf der Handlung erfolgt chronologisch. Es gibt einen kommentierenden Erzähler, daneben zahlreiche Monologe und Dialoge.
Die Lavinia-Handlung ist deutlich umfangreicher, als die der Dido. In vielerlei Hinsicht zieht Heinrich von Veldeke Parallelen zwischen der Minne Didos und Lavinias. Der große Unterschied liegt allerdings darin, dass Eneas die Gefühle zu Lavinia ernsthaft erwidert, Didos Liebe aber unerwidert bleibt. Glück und Leid der Minne werden sich so gegenübergestellt. Gleichzeitig wird ein Bogen von der Liebe zur Landesherrschaft geschlagen: Weil Eneas seiner Bestimmung folgt und Dido hinter sich zurücklässt, stürzt sie sich in sein Schwert. Keiner von beiden wird nun die Landesherrschaft über Karthago fortsetzen.
Die große Liebe zu Lavinia, die Eneas auch beim Zweikampf unterstützt, eröffnet so eine dynastische Zukunftsperspektive für ganz Italien.
Der Spannungsbogen erreicht seinen höchsten Punkt im Zweikampf zwischen Turnus und Eneas. Dabei wird die Spannung vorher immer mehr aufgebaut, da schon die Kampfvorbereitungen sehr viel Zeit in Anspruch nehmen. Ebenso die Schlachten und die Umstände, die den Zweikampf immer wieder verschieben. Dabei fiebern die Zuhörer mit Eneas nicht nur um die Königskrone, sondern auch um sein Glück mit Lavinia. Die Liebe zwischen den beiden zeigt sich an mehreren Stellen bedroht, beispielsweise als Lavinias Mutter den Trojaner verleumdet [Vv. 10614–10673].
Während die Aeneis klar in Abschnitte gegliedert ist, ist im Eneasroman keine offensichtliche Struktur erkennbar. Nur die Eibacher Handschrift aus dem 14. Jahrhundert nimmt eine Einteilung der Dichtung in sechs Teile vor, die sich in ihrem Versumfang erheblich voneinander unterscheiden. Es ist umstritten, ob Veldeke hinter dieser Anordnung steht.
Der Eneasroman ist in paarweise gereimten Kurzversen verfasst. Auffällig ist das Streben Veldekes nach reinen Reimen, um Assonanzen zu umgehen. Die Metrik (Verslehre) der Verse ist sehr regelmäßig. Veldeke war einer der ersten Dichter, der einen solchen gleichmäßigen und klaren Stil gebrauchte. In den Dialogen sind häufig Stichomythien zu finden.
Heinrich von Veldeke hat die Dichtung ursprünglich vermutlich in westmitteldeutscher Sprache verfasst. Einige niederfränkische Formen aus dem heimatlichen Dialekt sind dennoch zu finden.

## Stellung im Werk des Autors und der Gattung
Der Eneasroman lässt sich der frühhöfischen Epik zuordnen. Der höfische Roman ist das wichtigste Werk Heinrichs von Veldeke. Daneben sind mehr als 30 einstrophige lyrische Werke romanischen Vorbilds überliefert, die seinen hohen Bildungsgrad bezeugen. Er bediente er sich in seinen Minneliedern einer ausdrucksvollen Bildsprache und spielte mit Formen und Motiven. Vor dem Eneasroman hat Heinrich von Veldeke außerdem eine Verslegende mit mehr als 6000 Versen verfasst. Thema war Leben und Wirken des Heiligen Bischof Servatius, der Kirchenpatron von Maastricht war. Durch dieses Werk sollte die Verehrung der Pilger verstärkt werden, die kein Latein beherrschten.
Heinrich wählte für sein Hauptwerk, den Eneasroman, eine westmitteldeutsche Sprache, machte es aber möglich, dass der Roman auch im Dialekt seiner Heimat, niederfränkisch, gelesen werden konnte. Gleichzeitig öffnete er den Zugang zum hochdeutschen literarischen Zentrum.
Heinrichs Vorbild in Sprache und Auffassung der Minne war Ovid:
„Der große Lehrmeister ist Ovid, Schulautor seit dem 12. Jh., nicht nur für die Symptome der Minnekrankheit, sondern für den leichten, unpathet. u. damit unvergilischen Ausdruck im höchst flexiblen, teils ironisch, teils psychologisch nuancierten Dialog.“
Heinrich von Veldeke war der erste Dichter, der dem deutschsprachigen Publikum ein genaues Bild von einem höfischen Roman lieferte. Diese Gattung wurde später im Artusroman vollendet.
Bereits kurz nach der Mitte des 12. Jahrhunderts wurden am anglonormannischen Hof drei höfische Romane geschrieben, die antike Geschichte verarbeiteten, sie aber im zeitgenössischen Gewand des Hofes zeigten. Dazu gehört auch der Roman d’Eneas, der Vorlage für den deutschen Eneasroman war. [Mehr dazu im Abschnitt „Vergleich mit dem französischen Roman d’Eneas“]  Die Erzählmuster dieser Romane waren inhaltlich und formal moderner, als die gebräuchlichen Helden- und Geschichtsdichtungen. Die Helden Trojas wurden als Vorfahren des mittelalterlichen Rittertums angesehen. Eneas wurde dabei zugesprochen, das Rittertum von Troja nach Rom getragen zu haben. Der sogenannte „Antikenroman“ diente also auch der Legitimation der Herrschaft. Heinrich legte im Eneasroman auch Wert darauf, die Geschichte zu beschreiben. Der Antike im Werk wurde so ihre eigene Welt gelassen, obwohl sie vom Rittertum des Mittelalters geprägt ist. Im deutschen Sprachraum hat die Gattung des Antikenromans nie die gleiche Bedeutung erlangen können wie im französischen. Dementsprechend ist auch kein weiterer mittelalterlicher Versuch bekannt, Vergils Aeneis im Deutschen abzubilden.

## Vergleich mit der Aeneis
Die Aeneis, verfasst vom römischen Dichter Publius Vergilius Maro, gilt als Nationalepos Roms und entstand zwischen 31 und 19 v. Chr. Heinrichs Hauptquelle war nicht die Aeneis, sondern der französische Roman d’Eneas, der Vergils Stoff bearbeitet hatte. Horst Brunner schreibt über die Abänderungen:
„Der französische Autor hat nicht nur die Rolle der antiken Götter reduziert, er hat auch Vergils Darstellungsstruktur erheblich vereinfacht. An die Stelle einer komplizierten Darstellungsweise, bei der Vergangenheit (der Untergang Trojas), Erzählgegenwart und Zukunft (künftige Größe Roms) im Bewußtsein der Hörer und Leser immer gleichzeitig präsent gehalten werden, tritt eine schlicht reihende Struktur. Zugleich ist an die Stelle des Vergilschen Pathos ein eleganter, bisweilen geradezu plaudernder Erzählton getreten.“ (sic!)
In vielerlei Hinsicht treffen die Unterschiede zwischen der Aeneis und dem Eneasroman darum auch auf den Roman d’Eneas zu. Heinrich von Veldeke hat für seine Bearbeitung aber auch Vergil herangezogen, wie zum Beispiel bei der ausführlichen Beschreibung von Sibylle deutlich wird: Im Roman d’Eneas finden sich dazu nur 4 Verse, im Eneasroman 33.
Im mittelalterlichen Eneasroman steht nicht mehr die Macht des Weltreichs als Ziel der Erzählung. Stattdessen wird Aeneas zu Eneas und zum Vorbild ritterlichen Verhaltens umgewandelt. So wird es als verwerflich beschrieben, dass er aus dem umkämpften Troja geflohen ist. Die Kampfgenossen erscheinen als Ritter und der gesamte antike Stoff tritt im Gewand der höfischen Welt auf. Die Kraft der Minne ist das zentrale Thema, ausgemalt durch die Episoden um Dido und Lavinia. Zentrale Abänderung gegenüber Vergil ist darum auch die wichtige Rolle Lavinias bei Veldeke. Im antiken Epos spielt sie kaum eine Rolle. Bei Heinrich wird sie hingegen fast zum Grund des Krieges.
Vergil beginnt mit seiner Erzählung mitten in der Handlung. Der Anfang ist darum sehr komplex. Von der Vorgeschichte – dem Fall Trojas – wird erst später berichtet. Die Aeneis ist formal durchaus geschlossen und einheitlich verfasst. Trotzdem wird mehrmals auf die Vergangenheit oder Zukunft verwiesen. Weil Vergil die Ereignisse nicht in chronologischer Reihenfolge erzählt, kann er das Ziel und die Aufgabe des Eneas deutlicher herausstellen.
Heinrich setzt am Anfang der Geschehnisse an und folgt dem Ablauf der Ereignisse. Er berichtet im ordo naturalis und hebt so gleich zu Beginn hervor, dass es erforderlich ist, dass Eneas aus Troja flieht.
Vergil unterteilt sein Epos in zwölf einzelne Bücher. [Mehr dazu im Artikel „Aeneis“]
Der Roman d’Eneas hält sich nicht an diese Einteilung, Heinrich weicht sogar noch stärker davon ab. So ist der Inhalt von Vergils XII. Buch im Eneasroman in über 3953 Versen ausgestaltet, während der Inhalt des III. Buchs – ein Bericht über die Irrfahrten auf dem Weg nach Karthago – ganz gestrichen ist. Dieter Kartschoke schlägt vor, dass sich folgende Abschnitte ungefähr entsprechen:
| Aeneis     | Roman d’Eneas | Eneasroman |
| ---------- | ------------- | ---------- |
| I. Buch    | 1–844         | 1–909      |
| II. Buch   | 845–1192      | 910–1230   |
| III. Buch  | 1193–1196     | ------     |
| IV. Buch   | 1197–2144     | 1231–2528  |
| V. Buch    | 2145–2260     | 2529–2686  |
| VI. Buch   | 2261–3020     | 2687–3740  |
| VII. Buch  | 3021–4106     | 3741–5312  |
| VIII. Buch | 4107–4824     | 5313–6302  |
| IX. Buch   | 4825–5594     | 6303–7266  |
| X. Buch    | 5595–5998     | 7267–7964  |
| XI. Buch   | 5999–7724     | 7965–9574  |
| XII. Buch  | 7725–10156    | 9575–13527 |

Die Bücher Vergils umfassen je zwischen 705 und 952 Hexameter. Die entsprechenden Teile aus dem Roman d’Eneas schwanken zwischen 4 und 2432 Versen, die Abschnitte aus dem Eneasroman sogar zwischen 0 und 3953 Versen:
| Aeneis    | Roman d’Eneas | Eneasroman |
| --------- | ------------- | ---------- |
| I. 756    | 844           | 909        |
| II. 804   | 348           | 321        |
| III. 718  | 4             | ------     |
| IV. 705   | 948           | 1298       |
| V. 871    | 116           | 158        |
| VI. 901   | 760           | 1054       |
| VII. 817  | 1086          | 1572       |
| VIII. 731 | 718           | 990        |
| IX. 818   | 770           | 964        |
| X. 908    | 404           | 698        |
| XI. 915   | 1726          | 1610       |
| XII. 952  | 2432          | 3953       |

Heinrich von Veldeke teilte die Handlung seiner Dichtung wie die meisten deutschsprachigen mittelalterlichen Dichter in keine Bücher ein. Allein die Eibacher Handschrift, aus dem 14. Jahrhundert und heute verschollen, teilt die Geschehnisse in sechs Abschnitte. Diese schwanken erheblich in ihrer Versanzahl. Ob Heinrich selbst diese Einteilung vorgenommen hat, ist umstritten.
Heinrich stellt die Erzählung als fingierten Dialog zwischen Erzähler und Zuhörern dar. Er vermittelt zwischen Geschichte und Zuhörern, indem er sich dem Publikum zuwendet. Gleichzeitig gibt es eine gewisse Distanz zwischen Erzähler und Geschichte, die sich durch Berufung auf Quellen auszeichnet. Die Verse über Christus zeigen ebenfalls, dass sich der Dichter eher mit seinem Publikum als den Figuren seiner Dichtung verbunden sieht.
Vergil hingegen nimmt „seinem Publikum gegenüber eine autonome Position ein.“ (Brandt) Auch persönliche Anmerkungen sind nicht an das Publikum, sondern eher an die Muse gerichtet.
Vergil lässt sein Werk mit einem Proömium beginnen. Es ist in drei Abschnitte eingeteilt, in dem die wichtigsten Punkte der folgenden Geschehnisse bekannt gegeben werden. So wird schon in der Einleitung von der Wut Junos auf Aeneas berichtet. Juno weiß, dass Nachkommen der Trojaner die Stadt Karthago zerstören werden. Diese Stadt wird aber von ihr geliebt. Juno und Aeneas erscheinen so von Anfang an als Kontrahenten.
Brandt beschreibt die Notwendigkeit dieser Gegenspieler folgendermaßen:
„Das ideelle Ziel des Epos ist die Größe Roms. Der Weg zu dieser Größe muß durch Überwindung von ‚casus’ und ‚labores’ erkämpft werden. Die Konfrontation mit dem Erzgegner Karthago ist das historische Symbol für diesen Weg voller Opfer, Aeneas die mythische Inkarnation der Kräfte und Tugenden, die Roms Weltherrschaft ermöglichten.“
Karthago muss also auf dem Weg zur Herrschaft Roms fallen, wie sich bereits im Proömium andeutet.
Brand weist außerdem darauf hin, dass das Proömium neben Juno und Eneas auch noch von einer übergeordneten Macht dominiert wird, nämlich dem Schicksal. In seinem Plan und Spruch sei Sinn und Ziel der Geschichte verborgen. Das Endziel der Aufgabe des Eneas sei Rom. Aus diesem Grund kann Juno den verhassten Trojanern auch höchstens Steine in den Weg legen, da auch sie an das Schicksal gebunden ist.
Im Gegensatz zu Vergil schickt Heinrich von Veldeke der Erzählung keinen Prolog voraus. Dies erscheint gerade deshalb ungewöhnlich, weil mittelalterliche Dichter normalerweise ihrer Geschichte einen Prolog voranstellten. Es bleibt unklar, warum Veldeke darauf verzichtet hat, zumal er auch einen Epilog verfasst und sich auch sonst nicht strikt an die Vorlage – die ebenfalls ohne Prolog auskommt – gehalten hat. Stattdessen beschreibt Veldeke zu Beginn kurz die Ereignisse um Troja zum Teil von griechischer, zum Teil aus trojanischer Seite aus. Es gibt darum auch keine Andeutungen wie der Roman endet.
Inhaltliche und syntaktische Übergänge werden zu Beginn durch Reimbrechung verdeutlicht. Einen Bruch des Reimpaares findet man somit bei jeder Veränderung des Inhalts oder bei einem Blickrichtungswechsel.
Auch die Göttin Juno wird am Anfang nicht erwähnt, denn ihre Rolle ist im Eneasroman deutlich eingeschränkt. Ihre Handlung beschränkt sich im Wesentlichen auf die Fahrt übers Meer, die durch Stürme von ihr erschwert wird.
Während Juno bei Vergil die Gegenspielerin zu Aeneas darstellt, kommt bei Veldeke Turnus mehr Bedeutung zu. Er tritt auf als ein Antagonist auf Augenhöhe. Heinrich löscht die Erzählebene des Olymps und der Götter fast ganz aus, was auch am Ende der beiden Werke deutlich wird. Für den römischen Dichter spielt die Götterwelt aber eine tragende Rolle:
Die Ereignisse spielen sich bei Vergil sowohl zu Beginn als auch am Ende im göttlichen und irdischen Reich ab. Auch die Schilderung des Zweikampfes zwischen Aeneas und Turnus wird durch eine Szene im Reich der Götter unterbrochen. Dies soll das Geschehen nicht nur spannender machen, sondern nach Brandt auch verdeutlichen, wie eng die beiden Handlungsebenen aufeinander bezogen sind. So greifen auch Gestalten aus der Götterwelt mehrmals in den Kampf ein.
Turnus verliert den Zweikampf, weil die Götter ihm nicht mehr zur Seite stehen, sodass er unsicher und verwirrt ist. Jupiter entsendet zu diesem Zweck eine der Diren.
Aeneas tötet den Gegner, weil er den Ring des Pallas an sich genommen hat. Damit endet Vergils Epos. Der letzte Vers bezieht sich auf den gefallenen Turnus: Vitaque cum gemitu fugit indignata sub umbras. (Und mit Seufzen entflieht sein zürnender Geist zu den Schatten.) So wird sowohl im Proömium als auch am Schluss von den Leiden den Menschen erzählt, und das Ende von Vergils Werk ist bestürzend und dramatisch.
Brandt begründet die Notwendigkeit eines solchen Endes folgendermaßen:
„Von der Kunstauffassung Vergils her ist es unnötig, ja würde einen Verstoß gegen die Dramatik und Geschlossenheit des Werkes bedeuten, wenn er die Geschichte des Aeneas zu Ende erzählen würde. Alles, was notwendig ist, ist schon gesagt oder angedeutet worden: Lavinia wird in die Heirat einwilligen, Aeneas wird Lavinium gründen, die Völker vereinen, nach drei Jahren der Herrschaft sterben und zu den Göttern erhoben werden. Das Eintreten dieser Ereignisse ist nicht zu bezweifeln, es braucht nicht durch eine weiterführende Erzählung des Dichters bestätigt zu werden. (…) Das gesamte Geschehen des Epos wird so am Anfang und Ende zusammengefasst.“
Da inhaltlich alles Wichtige bereits dem Leser vermittelt wurde, würden zusätzliche Worte die Wirkung des Epos zerstören.
Der Eneasroman Heinrichs endet nicht mit dem Tod des Turnus. Er berichtet noch von der Liebe zwischen Eneas und Lavinia, dem Sterben der Königin und der großen Hochzeit. Es schließen sich also noch rund 800 Verse an, die auch von der Zukunft des Eneas und seinen Nachkommen berichten. Verknüpft mit der Zeit des Augustus ist auch die Geburt Jesu Christi. Darum schließt Heinrich den erzählenden Teil mit einem knappen Schlussgebet und den Worten âmen in nomine domini. (Amen, im Namen des Herrn)
Die Handlung schließt auch nicht mit einem konkreten Ereignis im Leben des Protagonisten. So erscheint der Lebenslauf von Eneas nach vorne und hinten offen. Heinrich nennt im Gegensatz zu Vergil auch keine Daten, sondern fügt das ganze Geschehen zeitlich an Ereignisse gebunden ein, die den Zuhörern geläufig sind. Der Sturz Trojas und die Geburt des Gottessohnes bilden die „Eckpfeiler“ (Brandt), zwischen denen die Geschichte des Eneas und seiner Nachkommen verläuft.
Während Vergil eher deutlich abgrenzt, schafft Heinrich so fließende Übergänge und knüpft auch an die Gegenwart an – zum Beispiel bei der Erwähnung des Mainzer Hoffestes.
Eneas und Lavinia versprechen sich am Ende die Treue, die zu ihrem glücklichen Weiterleben nötig ist. Das Glück kulminiert aber in der Geburt ihres Kindes, das heißt in der Nachkommenschaft, in der die Figuren noch weiterleben. Dies wird besonders durch den letzten Auftritt von Lavinias Mutter deutlich, der als Kontrast dient: Die Königin verstößt ihre Tochter. Sie wünscht sich, sie hätte das Kind nach der Geburt getötet. Ohne akzeptierte Nachkommen und mit dem Verlust ihrer Tochter, die sich gegen sie gestellt hat, erscheint ihr Leben sinnlos. Der Tod rafft sie bald hinweg. Der Beginn des Epilogs deutet auf diese Weise auch den Sieg des Lebens über den Tod an, da Eneas und Lavinia schließlich Nachkommen zeugen.
Das Menschenbild der beiden Autoren unterscheidet sich deutlich voneinander:
In der Aeneis wird der Name des Protagonisten erst relativ spät erwähnt. Dadurch gelingt es Vergil, deutlich zu machen, dass nicht die Figur im Vordergrund stehen soll, sondern die Bestimmung, die sie zu bewältigen hat.
Heinrich von Veldeke lässt im Gegensatz dazu eher den individuellen Lebenslauf des Trojaners in den Mittelpunkt treten.
Das Leben des Eneas macht deutlich, dass es möglich ist, glücklich zu werden und gleichzeitig die vom Schicksal gestellte Aufgabe zu erfüllen. Veldekes Werk liegt dementsprechend eine optimistischere Sicht zugrunde als Vergils.

## Vergleich mit dem Roman d’Énéas
Der Roman d’Énéas wurde anonym in den 50er Jahren des 12. Jahrhunderts verfasst. Er gilt als Heinrichs unmittelbare Quelle. Dabei handelt es sich beim Eneasroman nicht um eine strikte Übersetzung des altfranzösischen Werks, sondern eher um eine freie Bearbeitung. Das zeigt sich zum Beispiel daran, dass der Roman d’Énéas nur die Länge von etwa 10.000 Versen hat. Der Eneasroman hingegen enthält mehr als 13.000 Verse. Das liegt auch daran, dass es auch im Mittelhochdeutschen schwieriger ist zu reimen als in romanischen Sprachen. Heinrich musste einen altfranzösischen Paarreim häufig auf die doppelte Verszahl verlängern.
Der Eneasroman weicht in vielen Stellen vom Roman d’Énéas ab. Heinrich von Veldeke hielt sich nicht genau an die Vorlage, sondern setzte eigene Akzente und veränderte viele Details. Dies zeigt sich besonders in den wichtigsten Szenen und der Darstellung der Figuren. So schreibt Rodney W. Fisher:
„Veldeke thus focuses our attention on the human qualities of the hero, whereas the Roman d’Eneas reminds us of the transience of both good and bad, success and failure, almost as an implicit condemnation of over-hasty rejoicing.“
(Veldeke richtet so unsere Aufmerksamkeit auf die menschlichen Qualitäten des Helden, während der Roman d’Eneas uns an die Vergänglichkeit von Gut und Böse, Erfolg und Versagen erinnert, fast wie eine implizite Verurteilung übereilter Freude.)
Dementsprechend kann man aus den beiden Romanen auch eine unterschiedliche Moral ziehen.
So ist nach der Ankunft des Eneas in Karthago im Roman d’Énéas ganz allgemein vom Auf und Ab des Rads der Fortuna die Rede. Heinrich lässt diesen Teil aus, er berichtet stattdessen von der Pracht der Kleider des Helden.
Fisher vermutet, dass Heinrich es vorgezogen hat, den Prunk am Hof zu beschreiben – auch später beispielsweise bei Dido, Camilla –, anstatt den moralisierenden Ton aus dem Roman d’Énéas aufzugreifen. Der Dichter habe wohl darauf verzichten wollen, den Protagonisten verantwortungslos oder anmaßend gegenüber Fortuna darzustellen.
Dido wird im Roman d’Énéas als eine Frau mit starken Gefühlen dargestellt.
Venus versetzt sie in Liebe zu Eneas, indem sie dem Sohn des Trojaners das Feuer der Liebe auf den Mund legt. Als Dido ihn zur Begrüßung küsst, geht das Feuer auf sie über.
Der verhängnisvolle Kuss wird im Roman d’Énéas deutlich länger hinausgezogen und danach scheint sie immer kurz davor zu sein, ihre Selbstbeherrschung zu verlieren. Im Roman d’Énéas tritt Dido auch in der darauf folgenden Nacht sehr leidenschaftlich auf. Ihr „erotisches Delirium“ (Fisher) wird hier relativ explizit dargestellt.
Der französische Roman schließt die Dido-Episode, indem die Moral hochgehalten wird: Ihr Epitaph verkündet, dass sie zu wahnsinnig geliebt hat.
Heinrichs Dido erscheint deutlich zurückhaltender. So macht sie sich Gedanken darüber, ob es anständig wäre, den ersten Schritt auf den Geliebten zu zu machen, und verheimlicht ihre Gefühle. Nachts reflektiert sie ihre Situation ausführlich in direkter Rede. Heinrich scheint sie nach der Beischlaf-Szene sogar noch zu rechtfertigen, als er ihre Gefühle als rehtiu minne  [V. 1890] (rechte Minne) bezeichnet. Im Gegensatz zum Zeitpunkt nach ihrem Suizid: Dort ist von unrehtiu minne [V. 2430] (unrechter Minne) die Rede. Mehrmals in der ganzen Dido-Episode zieht er Parallelen zur späteren Liebe der Lavinia. Heinrich scheint ihr darum wohlwollender gegenüberzustehen als der Verfasser des Roman d’Énéas.
Auch Didos Liebe wird ausdrücklich von Venus und Cupido ausgelöst, was im Roman d’Énéas nicht der Fall ist. Die Umstände der Szene sind bei Heinrich so geschildert, dass Eneas weder Venus noch die Heftigkeit der Gefühle Didos bemerken kann. Wahrscheinlich sollte es dem Publikum auf diese Weise einfacher gemacht werden, Eneas zu verzeihen, wenn er Dido später verlässt.
Auch die Darstellung von Lavinia unterscheidet sich in den beiden Werken.
Im Roman d’Énéas scheint die Prinzessin sehr wissbegierig zu sein, zu lernen, was Minne ist. Sie stellt ihrer Mutter klare Fragen, als die beiden sich darüber unterhalten.
Heinrichs Lavinia scheint das Phänomen der Minne eher zu verwirren. Sie greift unbekannte Redewendungen heraus und fragt nach deren Bedeutung, scheint einiges sogar absichtlich falsch zu verstehen. Auf diese Weise wird das Publikum in Versuchung geführt zu vermuten, dass Lavinia mehr über die Minne weiß, als sie zugeben mag.
Heinrich stellt Lavinia trotz allem als eine Figur dar, die sehr analytisch denken kann. Beispielsweise überlegt sie genau, wie sie Eneas ihren Liebesbrief zukommen lassen kann. [Vv. 80812—10937]
Auch im Minne-Monolog des Eneas setzt Heinrich eigene Akzente. Während der französische Eneas vor allem Stärke und Zuversicht aus der Liebe zieht, wird der deutsche Eneas auch von Angst gepackt, weil Schmerz und Schlaflosigkeit ihn im Kampf schwächen könnten. Veldeke lässt die Angst als eine Art Barometer auftreten, um die Entwicklung des Eneas zu verdeutlichen: Während Eneas sich in den ersten Szenen – zum Beispiel in der Unterwelt – immer wieder ängstigt, taucht die Furcht jetzt nach langer Abwesenheit wieder auf, um dann endgültig zu verschwinden. Auch bei Lavinia ist das Gefühl der Angst stärker ausgeprägt als im französischen Roman. Vor allem der deutsche Dichter scheint Wert darauf gelegt zu haben, eine Parallele zwischen dem Zustand Lavinias und dem Zustand des Eneas zu ziehen, wie das wiederkehrende Motiv der Furcht verdeutlicht. Nachdem Eneas nach Erhalt des Briefes am Morgen danach nicht auftaucht, fürchtet Lavinia viel mehr um den Verlust ihrer Ehre als im Roman d’Énéas.
Stattdessen ist der Roman d’Énéas an dieser Stelle wie immer viel expliziter in der Darstellung sexueller Themen. So erscheint Lavinia überraschend gut über Homosexualität informiert zu sein, als sie darüber nachsinnt, ob ihre Mutter mit der Verleumdung vielleicht doch recht gehabt haben könnte. [Mehr dazu unter dem Abschnitt „Männlichkeit“]
Der Roman d’Énéas erzählt vom Zweikampf nur das Wesentliche. Der Eneasroman ist deutlich ausführlicher und beschreibt unter anderem auch die Vorbereitungen und die Pferde sowie die Umgebung während des Kampfes. Darum lässt sich auch nur der deutsche Eneas vom Anblick Lavinias anspornen. Heinrich lässt in der Kampfszene auch bewusst mehr Spannung aufkommen, weil Turnus hier ein harter Gegner ist. Er setzt sich lange zur Wehr und setzt Eneas auch kräftig zu. Im Roman d’Énéas hingegen tritt Turnus weniger heldenhaft auf, läuft hin und her und will seine Freunde zu Hilfe rufen.
Fisher vermutet, die Darstellung des starken Turnus soll dem Sieg des Eneas mehr Glanz verleihen:
“Suffice it to say that Veldeke is concerned here to stress Turnus stature as an opponent (…), not only because this adds to Eneas’ honour as victor, but more importantly, because in defeating an opponent of Turnus’ qualities Eneas can emerge from the shadow of his earlier shameful escape from Troy and prove himself worthy of what the gods or fate have in store for him.”
(Es genüge zu sagen, dass Veldeke hier darum bemüht ist, der Stellung des Turnus als Gegenspieler Nachdruck zu verleihen, (…) nicht nur weil dies die Ehre von Eneas als Sieger vermehrt, sondern, noch wichtiger, weil der Sieg über einen Gegner von Turnus’ Qualität ihn über den Schatten der schmachvollen Flucht aus Troja erhebt und ihn als würdig erweist, für das, was die Götter oder das Schicksal für ihn bereithalten.)
Im Roman d’Énéas wird das Publikum auch eindeutig auf die Seite des Énéas gezogen, als er Turnus schließlich tötet: Pallas muss gerächt werden, damit es Énéas besser gehe. Diese Passage ist im Französischen eine starre Erzählung ohne Kommentare. Heinrich weicht hier deutlich ab. Eneas wirft Turnus seine Habgier vor, was andeutet, dass Turnus vor allem deshalb sterben muss. Auch die Lobrede auf Turnus, die danach folgt, findet sich nur im Deutschen. Es heißt, Turnus hätte deshalb sterben müssen, weil es ihm so beschieden war. Heinrich verdeutlicht an dieser Stelle also, dass die Aufgabe und das Schicksal des Helden von großer Bedeutung sind.
Heinrich verlieh außerdem dem historischen und politischen Gesichtspunkt des Werks mehr Nachdruck. Er stellt knapp die Geschichte Roms dar und endet bei Kaiser Augustus. Vom hier aus wird eine Parallele zur Geburt Jesu Christi gezogen, die in die gleiche Zeit fällt. Es folgt bei Heinrich sogar eine Anknüpfung an die Gegenwart, indem er kurz vom Mainzer Hoffest von 1184 berichtet, das er mit dem großen Hochzeitsfest von Eneas und Lavinia vergleicht.

## Entstehungsgeschichte
Die Entstehungsgeschichte des Eneasromans wird uns am Ende des Werks in den Versen 13436–13470 berichtet.
In der Forschung ist es umstritten, ob Heinrich den Teil selber verfasst hat, oder ob er später eingefügt wurde: Der Roman endet mit zwei Abschnitten, in denen der Verfasser auch zweimal namentlich genannt wird. Eventuell sind hier also zwei verschiedene Epilogfassungen nebeneinander gestellt worden.
Es heißt, Heinrich sei von der Gräfin von Cleve gefördert worden. Er lieh ihr die Dichtung, als er erst bis zur Stelle gekommen war, an der Eneas den Liebesbrief erhält. Beim Hochzeitsfest der Gräfin und Ludwig von Thüringen war eine Hofdame aber unachtsam, so dass ihr das Manuskript abhandenkam. Graf Heinrich hatte sie gestohlen und in seine Heimat nach Thüringen gesandt. Neun Jahre später hielt sich Heinrich dort ebenfalls auf und bekam die Handschrift durch Vermittlung des Pfalzgrafen Hermann von Neuenburg – Bruder des Landgrafen Ludwig III – zurück. Dem Thüringer Grafen ist das Werk darum auch gewidmet.
Dank dieser Angaben ist es möglich, die Entstehungszeit des Romans ungewöhnlich gut einzuschätzen. Heinrich begann wohl bald nach 1170 mit dem Verfassen. Höchstwahrscheinlich wurde die Handschrift im Jahre 1174 gestohlen. Heinrich hat sie 1183 wiedererlangt und vermutlich zwischen 1184 und 1188 beendet.
Die Bedeutung der Verse 13461 f. aus dem Epilog sind umstritten:
dâ wart daz mâre dô gescriben / anders dan obz im wâr bliben.
(Dort wurde die Geschichte auf andere Weise geschrieben, als wenn sie bei ihm geblieben wäre.)
Die Verse deuten an, die Dichtung sei in Thüringen gegen den Willen des Autors verändert worden. Es bleibt aber bis heute unersichtlich, welche Verse nicht von Heinrich geschrieben sein könnten. Dieter Kartschoke schlägt vor, dass der Dichter das Werk vermutlich anders beendet hat, als er ursprünglich vorgesehen hatte. Sein neuer Auftraggeber könnte ihn dazu veranlasst haben.

## Überlieferung

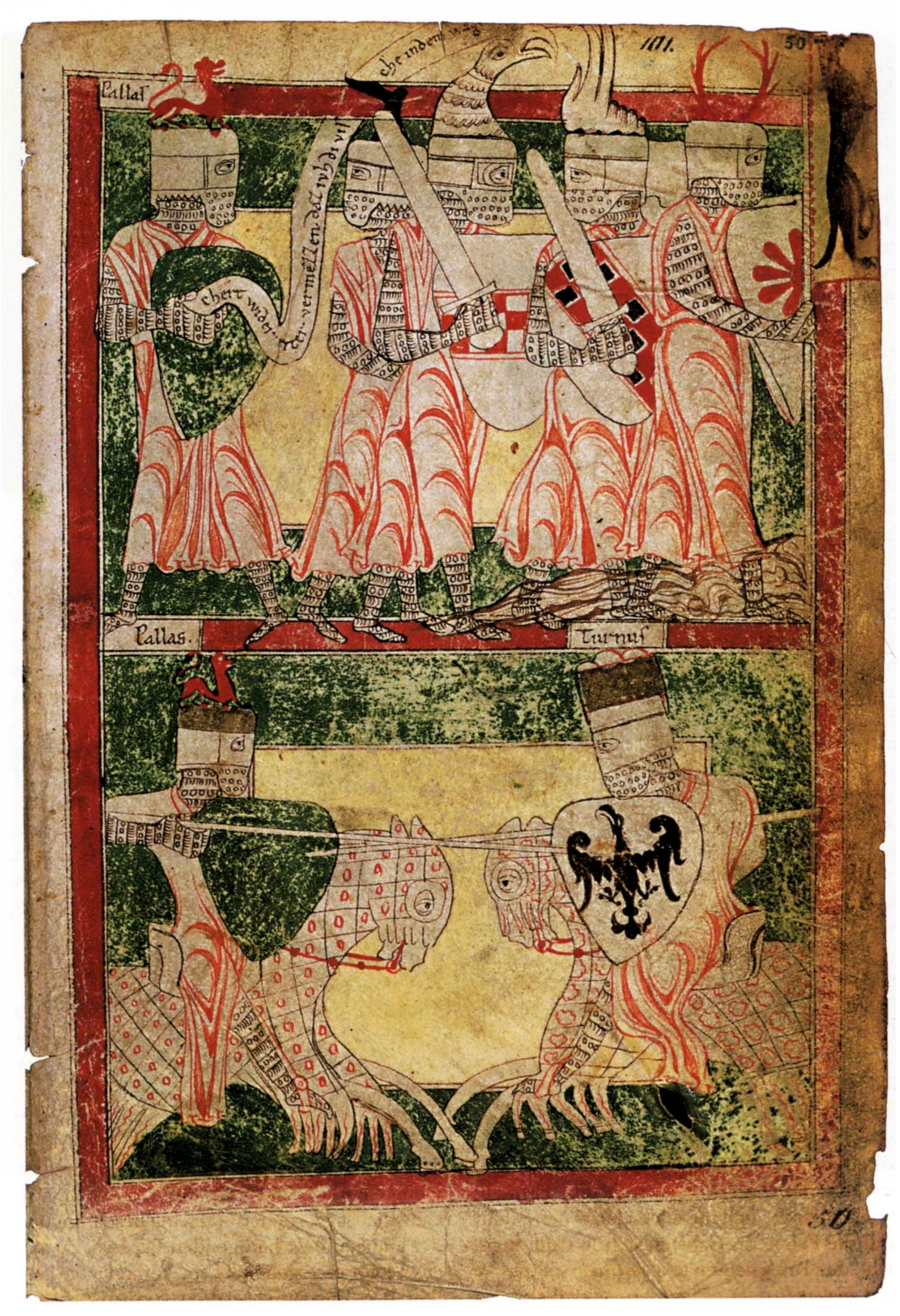
Illustration von etwa 1215: Ritter vor dem Kampf und der Zweikampf zu Pferde. Berliner Handschrift, Staatsbibliothek Pr. Kb. Ms. Germ. fol. 282, f. 50r

Es gibt verhältnismäßig viele Überlieferungen vom Eneasroman.
Kartschoke beruft sich auf insgesamt zwölf Handschriften:
Sechs sind mehr oder weniger vollständig überliefert. In chronologischer Reihenfolge handelt es sich dabei um die Handschriften B, H, M, E, h und G. Ein Zeugnis aus dem 15. Jahrhundert, w, ist stark gekürzt.
Dazu kommen noch Ausschnitte aus weiteren fünf Handschriften: R, Me, P, Wo, Marb. Die Textzeugen B, h und w haben Illustrationen vorzuweisen. Die Handschriften Me und E sind nach ihrem Fund wieder verloren gegangen und nun verschollen.
Die Datierung der Überlieferung reicht vom Ende des 12. Jahrhunderts mit R und Wo über das 13. Jahrhundert mit Me, B, P, Marb und das 14. Jahrhundert mit H, M und E bis zum 15. Jahrhundert mit h, H und w.
[Näheres zu den Handschriften im Artikel Heinrich von Veldeke]
Von größter Bedeutung ist die Berliner Pergament-Handschrift B. Sie stammt aus dem Anfang des 13. Jahrhunderts und ist wahrscheinlich nur 20 oder 30 Jahre nach der Dichtung verfasst worden. In dem Exemplar finden sich 136 ganz- und halbseitige Miniaturen, Federzeichnungen mit Spruchbändern. Sie sind im Stil der romanischen bairischen Buchmalerei gehalten. Kartschoke bezeichnet diese Überlieferung als „(…) wohl die schönste Handschrift eines deutschen Gedichts aus dieser frühen Zeit überhaupt.“
Die Überlieferungen haben ihre Wurzeln wohl in einer thüringischen Stammhandschrift. Diese wurde offensichtlich aus dem Limburgischen ins Thüringische umgeschrieben, höchstwahrscheinlich noch mit der Hilfe Veldekes. Die Überlieferungen sind mehrheitlich in Oberdeutsch verfasst, einige auch in Mitteldeutsch.
Beim Eneasroman handelt sich um das erste mittelhochdeutsche Werk, dessen Text im Laufe der Jahrhunderte keine einschneidende Änderung erfahren hat.

## Mögliche Interpretationen ausgewählter Aspekte

### Minne
Die Minne ist das tragende Element des Eneasromans: Sie verbindet Eneas mit Dido und lässt sie Suizid begehen. Gleichzeitig verbindet die Minne Eneas auch mit Lavinia und ist so auch die Ursache für die Auseinandersetzung mit Turnus. Verursacht wird die Minne dabei immer von der Göttin Venus.
Diese Thematik der Minne unterscheidet das Epos vom höfischen Roman. Die weltliche Liebe erfährt hier mehr Aufmerksamkeit als je zuvor in der deutschen Literatur. Auch die erste Beischlaf-Szene im höfischen Roman findet sich im Eneasroman [Vv. 1832–1863].
Neben der Minnekrankheit behandelt der Eneasroman Gedanken über das Wesen der Minne, Minnemonologe und -dialoge, eine Minnebelehrung, den Minnebrief und den Minnetod.
Nachdem Lavinias Mutter ihr dazu raten will, Turnus zu lieben, stellt sie die bekannt gewordene Frage: dorch got, wer ist diu Minne?  (Mein Gott, wer ist diese Minne?), in anderen Handschriften: waz ist diu Minne?  [V. 9799] (Was ist die Minne?)
Als Antwort folgt eine Unterweisung der Mutter über die Natur der Minne:
Die Minne sei ewig und dabei weder hör- noch sichtbar. Das Wesen der Minne könnten nur diejenigen begreifen, die ihr zugänglich seien. Sie könne dann Erkenntnisse bringen:
‚so getân is diu minne, / daz ez rehte nieman / dem anderen gesagen kann, / dem sîn herze sô stêt, / daz si dar in niene gêt, / der sô steinlîchen lebet: / swer ir aber rehte entsebet / unde zûr ir kêret, / vile si in des lêret, / daz im ê was unkunt.’ [Vv. 9822–9831]
(‚Die Minne ist von einer solchen Art, / dass es niemand geradewegs / einem anderen erklären kann, / dessen Herz so beschaffen ist, / dass sie nicht hineingelangt, / weil er so verhärtet ist: / Wer auch immer sie aber auf richtige Weise fühlt / und sich zu ihr hinwendet, / dem bringt sie viel bei, / was ihm davor nicht bekannt war.’)
Allerdings bringe die Minne auch Qualen. Die Mutter zählt nun die Symptome auf, die die Minnekrankheit mit sich bringt: In einem Moment sei einem heiß, im anderen kalt. Man leide unter Appetitlosigkeit. Die Farbe des Gesichts wechsele sich beständig und man sei unruhig und schlaflos, weil die Gedanken nur dem Geliebten gelten würden.
Diese Minnekrankheit äußert sich mit all ihren Anzeichen sowohl bei Dido als auch später bei Eneas und Lavinia. Bis ins 19. Jahrhundert wurden solche Symptome unter dem Namen „Morbus amatorius“ tatsächlich einer Krankheit zugeordnet.
Lavinia will von der Minne nichts mehr wissen, weil sie von der Vorstellung eines solchen Leidens abgeschreckt ist. Doch ihre Mutter meint, vor der Minne könne sich niemand schützen. Einerseits sei sie zwar schlimm, andererseits brächte sie auch großes Glück. Eine erfüllte Liebe brächte auch Freude und Ruhe. Lavinia hält im Dialog an den leidvollen Seiten der Minne fest, während ihre Mutter nun die freudvollen betont. Aus dem notwendigen Unglück erwachse Glück. Die Minne habe eine Salbe, die wieder gesund machen würde. Die Dauer des Leids sei aber dem Geschick überlassen. Dennoch hält Lavinia auch noch am Schluss an ihrer Entscheidung fest, von der Minne nichts wissen zu wollen. Das verärgert ihre Mutter.
Tatsächlich ist die Minnekrankheit auch im Roman ein Leiden mit ungewissem Ausgang. Durch die Erfüllung der Liebe kann man zwar geheilt werden, aber ohne Heilung droht der Tod. Dies macht das Ende der Dido deutlich. Umso verständlicher ist das normabweichende Handeln Lavinias, den ersten Schritt auf Eneas zuzumachen. Bernhard Öhlinger ist der Meinung, es sei Todesangst, die Lavinia zum Schreiben des Briefes befähige. Sie könnte dabei das Bild Didos vor Augen haben, nach Bernhart Öhlinger das wichtigste Beispiel einer Liebestoten in der Literaturgeschichte. Schließlich verliert Dido alles, verzeiht Eneas aber noch im Tode. Im Gegensatz zu anderen Figuren in der Literatur – zum Beispiel Sigrune oder Kriemhild – nimmt sie ihr Ende dabei selbst in die Hand und stirbt keinen langsamen Tod an gebrochenem Herzen. Ebenso zieht sie keinen Dritten zur Verantwortung, wie es Vergils Dido tut, als sie einen Fluch ausstößt.
Heinrich von Veldeke demonstriert auch, dass Dido kein Einzelfall ist, wie der Besuch in der Unterwelt beweist.
Nach Didos Tod wird ihre Liebe zu Eneas als „unrechte Minne“ [V. 2430] bezeichnet. Grund könnte sein, dass ihre Gefühle sie in den Suizid getrieben haben, was im Mittelalter als Sünde galt. Darum heißt es auch, der Teufel hätte ihr dazu geraten. Außerdem hat Didos Minne im Gegensatz zu Lavinias nicht dazu beigetragen, den himmlischen Heilsplan voranzutreiben. Denn erst die Verbindung zu Lavinia lässt Eneas Ahnherr Roms werden.
Sowohl Didos Schwester Anna als auch der Erzähler erheben angesichts ihres Suizids Zweifel an ihrer geistigen Gesundheit. Sie hätte zu sehr geliebt und darum ihren Verstand verloren. Diese Unmäßigkeit ist dabei von großer Bedeutung.
Dennoch scheint Lavinia die gleichen Gefühle zu haben. Sie leidet unter der gleichen Minekrankheit und hat ebenfalls den Gedanken an Selbstmord. Nur dass sie nicht zur Tat schreitet, unterscheidet ihr Verhalten von Dido. Sie liebt Eneas nicht weniger als es die Herrscherin von Karthago getan hat. Der große Unterschied zwischen der Minne der beiden Frauen liegt darin, dass Didos Liebe auf lange Sicht unerfüllt bleibt, während diejenige Lavinias sich erfüllt. H. Sacker beschreibt den Sachverhalt sehr treffend:
„whereas Eneas falls head over heals in love with Lavinia, he only flirted with Dido“.
(Während sich Eneas Hals über Kopf in Lavinia verliebt, flirtete er mit Dido nur.)
Der Unterschied liegt also nicht in den Gefühlen der beiden, sondern in Eneas’ Antwort darauf.
Renate Kistler schreibt: „Wenn ein Unterschied zwischen der Didoepisode und der Laviniaepisode liegt, so besteht er nicht bei den Frauen, sondern im Verhalten des Aeneas.“
Neben dem glücklichen Ausgang der Lavinia-Episode zeigt der Eneasroman so auch immer wieder die fatalen Folgen auf, die aus der Minne resultieren können. Schon die ersten Verse des Werks gelten dem Trojanischen Krieg, der durch den Raub einer Frau ausgelöst worden ist. Drei Mal wird im Roman dieses Unglück hervorgehoben.
Der Kampf um Lavinia ist hingegen kein Minenkrieg im eigentlichen Sinne. Die Liebe Lavinias ist zwar sehr eng mit der Auseinandersetzung verknüpft, aber es geht Turnus und Eneas auch um das Land und die Königskrone.

### Männlichkeit
Nachdem die Königin erfahren hat, dass ihre Tochter Eneas liebt, versucht sie sie davon abzubringen. [Vv. 10630–10673] [Mehr dazu unter dem Abschnitt „Handlung“] Ihr Zorn erscheint heftig und unangemessen. Schließlich verleumdet sie den Trojaner und äußert sich verunglimpfend über seine Männlichkeit:
„ezn is zu sagenne niht gût, / waz her mit den mannen tû, / daz her der wîbe niene gert. / dû wârest ubele zime gewert, / wander nie wîb lieb gewan. / phlâgen alle die man / des bôsen sides des her phliget, / den her vil unhôhe wiget / der unsâlege Troiân, / diu werlt mûste schier zergân / inner hundert jâren, / (…) nû hâstû wol vernomen daz, / wie unrehten lôn / her gab der frouwen Dîdôn, / diu ime gût und êre bôt: / sie beleib durch in tôt. / von ime quam nie wîbe gût, / tohter, noch ouch dir ne tût.“ [Vv. 10647–10670]
(„Es ist unschicklich zu berichten, / was er mit Männern tut, / dass er Frauen nicht begehrt. / Mit ihm wärst du schlecht bedient, / weil er noch nie eine Frau geliebt hat. / Würden alle Männer / der üblen Gewohnheit nachgehen, / der er keine große Bedeutung zumisst, / der verderbenbringende Trojaner, / müsste das Menschengeschlecht vergehen / innerhalb von 100 Jahren, / (…) Jetzt hast du gut gehört, / welch bösen Lohn / er der Dame Dido zukommen ließ, / die ihm Geschenke und Ehre entgegengebracht hat: / Sie suchte seinetwegen den Tod. / Durch ihn kam nie für eine Frau etwas Gutes, / Tochter, auch für dich nicht.“)
Die Königin verweist auf Dido, die unglücklich und treulos von Eneas verlassen wurde. Dido steht dabei sinnbildlich für alle Frauen, denen Eneas nur Schlechtes gebracht haben soll. Sie wurde ohne ein Kind zurückgelassen, was für ihr trauriges Ende mitverantwortlich war. Die Königin wirft Eneas vor, sich nicht fortpflanzen zu wollen, weil er sich eher den Männern zuwende. Er habe noch nie eine Frau geliebt. Dies bewertet sie als verwerflich und sittenlos – ein moralisches Urteil, das unter anderem bereits 1049 vom Benediktinermönch und Bischof Petrus Damianus in der „Liber Gommorrhianus“ gefällt wurde.
Die Mutter fügt an: Verhielten alle Männer sich so wie er, müssten die Menschen binnen 100 Jahren aussterben.
Lavinias Mutter hält ihrem Kind also vor Augen, dass die Dynastie der Königsfamilie nicht aufrechterhalten werden kann, wenn sie Eneas heiratet. Das Geschlecht müsste aussterben. Der Untergang Karthagos, durch den Suizid der kinderlosen Herrscherin Dido begründet, ist der Beweis dafür. Eneas’ Unzucht selber ist gar nicht der Hauptanklagepunkt.
Später führt die Mutter an, Eneas sei feige. Tatsächlich ist er aus seiner umkämpften Heimatstadt Troja geflohen. [Vv. 55–57] Eine Heirat mit einem solchen Feigling entehre Lavinias ganze Familie.
Heinrich setzt hier einen Akzent, der ihn von Vergil und dem Roman d’Énéas unterscheidet. Er lässt Teile seiner Vorlage weg und stellt Argumente um. Auf diese Weise betont der Dichter die dynastische Zukunftsperspektive, die gewahrt bleiben muss. Eine falsche Heirat oder Zuneigung kann die Landesherrschaft einer Familie gefährden. Der große Vorwurf gegenüber Eneas ist, dass er keine Nachkommen zeugen wird, obwohl Lavinia ihn liebt.
Auf diese Weise versucht die Königin, seine Männlichkeit in Frage zu stellen.
Im Roman d’Énéas geschieht die Infragestellung der Männlichkeit mit anderen Mitteln: Der Vorwurf der Unzucht steht in der französischen Fassung mehr im Vordergrund.
Auch hier wird Énéas als Feind der Frauen dargestellt. Die Mutter meint, Lavinia würde vor allem darum leiden, weil sie ständig in Konkurrenz mit Männern stünde, die Énéas mehr begehren würde.
Die Königin behauptet unter anderem von Énéas, er wisse nicht durch „das kleine Tor“ einzudringen („ne passereit pas al guichet“). Hiermit wird ihm die Fähigkeit zu vaginalem Geschlechtsverkehr abgesprochen. Analverkehr aber wurde ebenfalls vom Bischof Petrus Damianus verworfen und damit als Sünde betrachtet.
Ferner solle Lavinia nach der Hochzeit nur noch andere Männer anlocken, die zuerst mit ihr, dann mit Énéas schlafen würden. Die sexuellen Metaphern, die die Königin benutzt, sind dabei vor allem aus Bereichen gewählt, die im Mittelalter männlich dominiert waren, zum Beispiel Jagd und Kampf. Damit soll Neigung des Énéas unterstrichen werden, seine Zeit lieber in männlicher Gesellschaft zu verbringen.
Die Tatsache, die Menschen könnten sich durch solches Verhalten nicht weiter vermehren, erscheint daneben unwichtig. Auch die Beziehung zwischen Dido und Énéas wird nur angeführt, um ein Beispiel für den Schaden zu geben, den Énéas Frauen zufügt. Die Königin lässt dabei die heterosexuelle Natur dieser Verbindung außer Acht.
Auch bei Vergil möchte Lavinias Mutter die Heirat mit Aeneas vereiteln. Ihre Argumentation hat jedoch nicht die gleiche Schärfe wie in den mittelalterlichen Romanen. Sie wirft Eneas weder Unzucht noch Feigheit vor. Die Wut der Königin wird aber von der Göttin Juno verursacht, was ihren Argumenten mehr Nachdruck verleiht.
Vergil legt die Anklagen, die die Maskulinität des Trojaners diffamieren sollen, durchweg männlichen Figuren in den Mund.
Aeneas wird von seinen Feinden angeklagt, er sei phrygischer Abstammung, habe zu gepflegte Haare und sei durchweg nur ein „Halbmann“. Die Trojaner, so postuliert Turnus’ Kumpane Numanus, fallen durch Müßiggang und übertriebene Körperpflege auf. Ihnen wird dadurch vorgeworfen, sich wie Frauen zu benehmen. Auch Turnus wirft Aeneas vor, das Aussehen einer Frau anzustreben und bezieht sich dabei auf seine ansehnliche Haarpracht. Allerdings zieht Turnes nicht den Schluss daraus, Aeneas liebe darum auch Männer. Dieser Vorwurf findet sich nur in den mittelalterlichen Romanen.
Tatsächlich ist die Männlichkeit des Aeneas in den Augen von Vergils Publikum zu keiner Zeit wirklich bedroht. Vergil entzieht allen Sprechern geschickt die Autorität. Auf diese Weise fallen die Anklagen auf sie selber zurück. Gepflegte Haare waren für Vergils Zeitgenossen auch durchaus kein Beweis für fehlende Heldenhaftigkeit.
In der Aeneis wird Männlichkeit auch mit der Kampfeskraft gleichgesetzt. Susanne Hafner beschreibt Turnus’ Verhalten am Abend vor dem Zweikampf folgendermaßen:
„Turnus beschwört die eigene Stärke, indem er seine Ausrüstung – Waffen, Pferde, Rüstung – überprüft und dabei gleichzeitig Aeneas und dessen Maskulinität zu diffamieren sucht. (…) Turnus umgibt sich mit Symbolen der männlichen Kampfeskraft:“
Weil sich Turnus durch seine imponierende Aufzählung gegen Eneas absetzen will, unterstreicht er so seine eigene Männlichkeit.
Die Schmähung, Aeneas sei im Verhalten nur ein halber Mann, legt nahe, er sei nicht stark im Kämpfen.

### Der christliche Hintergrund
Heinrich christianisierte den antiken Stoff noch mehr als der Roman d’Énéas.
Dies zeigt sich besonders am Ende, in dem Veldeke einen Bogen von der Herrschaft des Augustus zur Geburt Jesu Christi schlägt.
Viele mittelalterliche Dichter beenden ihr Werk mit einem christlichen Gedanken. Dadurch bekam ihre Erzählung eine Moral und konnte Bedeutsamkeit für das Seelenheil der Zuhörer erringen. Veldeke betont, dass die Nachfahren des Eneas auch Bedeutung für die christliche Geschichte haben. Dadurch bekommt die Geschichte um den Trojaner eine ganz neue Relevanz.
Die Fahrt durch die antike Unterwelt erscheint im Eneasroman vielmehr als eine Fahrt durch die christliche Hölle. Veldeke gebraucht zwar antike Begriffe wie „Elysium“ und „Cerberus“. Insgesamt ist der Hades aber von Vorstellungen der Hölle aus dem mittelalterlichen Christentum geprägt. Qual und Buße sind die zentralen Themen und mit den toten Seelen wird – je nach Vergehen – unterschiedlich verfahren. Gegenpol ist das schöne Elysium. Hier nimmt sich Veldeke eine Freiheit gegenüber den dogmatischen Höllenvorstellungen heraus, die keinen Himmel innerhalb der Hölle vorsehen.
In der Aeneis spielt die heidnische Götterwelt eine tragende Rolle. Dies stellte den mittelalterlichen Dichter vor eine Herausforderung, da Veldeke einerseits die Wahrheit der Geschichte betont, andererseits die antike Götterwelt als heidnisch abtun musste.
Sowohl er als auch das Publikum zweifelten wahrscheinlich an der göttlichen Abstammung des Eneas. Damit der Dichter nicht selber die Verantwortung für diese Behauptung tragen musste, verwies er auf Vergil, dem Achtung entgegengebracht wurde. Unterstrichen wird dies durch zwei Konjunktive, die Veldeke in Vers 42 und 47 gebraucht. Tatsächlich wurde Vergil von vielen als heidnischer Prophet angesehen, der die Geburt Jesu Christi verheißen hatte.
Birkhan wirft verschiedene Optionen auf, die antiken Götter im Eneasroman christlich zu interpretieren:
Die heidnischen Götter können dämonisiert und als Teufel dargestellt werden. Gleichzeitig bietet es sich aber auch an, sie und ihre Namen als Allegorien abstrakter Begriffe zu gebrauchen – zum Beispiel „Venus“ anstelle von „Liebe“.
Ebenso können mit heidnischen Göttern und Mythen verschleierte Wahrheiten ausgedrückt werden.
Die Möglichkeit des Euhemerismus lässt die Götter zu wichtigen Menschen der Vorzeit werden, die nur fälschlicherweise als Götter verehrt werden.
Heinrich erhält die Antike samt ihren Göttern als eigene Welt, aber sie verliert an Bedeutung.
Die Gottheiten werden nicht direkt dem Teufel zugeordnet. Sie bleiben aber unpersönlich und farblos. Jede direkte Rede ihrerseits ist gestrichen. Nur die kurze Episode über die Minne zwischen Mars und Venus verleiht den beiden etwas Profil.
Die Rolle der Götterwelt ist gegenüber der Aeneis stark verringert. Jupiters Name wird zum Beispiel im Roman d’Eneas noch hin und wieder genannt. Im Eneasroman wird seine Rolle aber endgültig aufgelöst.
Auch die große Versammlung der Götter in Vergils X. Buch ist dementsprechend ersatzlos gestrichen.
Häufig wird das Eingreifen eines Gottes zugunsten natürlicher Ursachen oder des Schicksals ersetzt. Dabei erscheint das Fatum aber nicht unbedingt christlich.
Eine besondere Stellung kommt der Göttin Venus zu. Obwohl auch sie blass und eindimensional dargestellt wird, verursacht sie die Minne im Roman, die von größter Bedeutung ist. [Mehr dazu unter dem Abschnitt „Minne“]
So tauchen in Lavinias Minne-Monolog die Götter Venus, Amor und Cupido auf, denen damit besondere Aufmerksamkeit zuteilwird. Rodney Fisher nimmt darum an, dass Heinrich nicht überbesorgt war, die klassische Mythologie in die Doktrin mittelalterlichen Christentums einzuführen. Dies gilt jedoch besonders der einflussreichen Venus, wie F. von Bezold schreibt:
„Von allen antiken Gottheiten haben jedenfalls Venus und Amor sich in der Vorstellungswelt des Mittelalters am dauerndsten und lebendigsten zu erhalten vermocht. In ihren Gestalten verkörperte sich besonders eindrucksvoll die verführerische Gewalt einer Leidenschaft.“
Auch A. Decker bestätigt, dass Venus durchaus auch noch im Mittelalter als Göttin der Minne galt:
„War doch Frau Venus mit ihren beiden Söhnen Amor und Cupido den ritterlichen Kreisen des Mittelalters wieder so vertraut geworden, dass sie geradezu eine Art Cultus, wenigstens im allegorischen Sinne, erfuhren.“
Nebenbei gelang es Heinrich in seinem Roman auch, christliche Moralvorstellungen zu vermitteln.
Am Selbstmord der Dido wird deutlich gemacht, dass es sich dabei um eine verwerfliche Tat handelt. Biblische Begründung – die im Roman aber nicht genannt wird – ist hierfür gemeinhin unter anderem der Selbstmord des Verräters Judas.
Auch die schlimmen Folgen der sündigen Habgier werden im Roman deutlich gemacht. Unter anderem fallen Camilla und Turnus ihr zum Opfer. [9064–9131] Beide sterben, weil sie sich etwas Fremdes angeeignet haben.
Obwohl Eneas den Befehlen heidnischer Götter folgt [Vv.1958- 1994], wird seine Gottesfürchtigkeit sehr positiv gezeichnet. Schließlich kann sich sein Schicksal nur so erfüllen. Seine Gehorsamkeit könnte durchaus auch Vorbildcharakter für Christen haben.
Des Weiteren bezeichnet die Königin die Minne im Gespräch mit Lavinia als ewig, unhörbar und unsichtbar. Diese Attribute treffen auch auf Gott zu. Diese Zuordnung ist auch im christlichen Sinne, weil Gott nach 1. Joh 4, 16 die Liebe ist.

## Wirkungsgeschichte
Der Eneasroman wurde durch das ganze Mittelalter hindurch gelesen, ohne jemals stark verändert zu werden. Er blieb lange Zeit das älteste Epos im gültigen Kanon der mittelhochdeutschen Dichtung.
Auch Dichter nachfolgender Generationen lobten sein Werk. Es wurde als das erste „klassische“ Epos der Literatur im deutschsprachigen Raum bewertet. Gottfried von Straßburg nannte Heinrich von Veldeke einen „Schöpfer der neuen Formkunst“ und Wolfram von Eschenbach pries ihn aufgrund seiner gelungenen Rhetorik als Dichter der Minne.
Erwähnt wurde Heinrich auch von Rudolf von Ems, vom Dichter des „Moriz von Craûn“, von Herbort von Fritzlar, Reinbot von Durne, Jocob Püterich von Reichertshausen, sowie im Göttweiger Trojanerkrieg und in der Kolmarer Liederhandschrift.
Heinrich von Veldeke war der erste mittelalterliche Dichter, der einen französischen Antikenroman ins Deutsche übertrug. [Mehr dazu im Abschnitt „Stellung im Werk des Autors und der Gattung“ und „Der Eneasroman im Vergleich mit den Roman d’Eneas“]
Dem Vorbild Heinrichs folgte kurz darauf Herbort von Fritzlar, der eine Bearbeitung des französischen Roman de Troie als Trojaroman ins Deutsche vornahm.
Daneben findet sich noch der Thebenroman, der den Roman de Thèbes als Vorbild hat. Auch er wurde in der Mitte des 12. Jahrhunderts verfasst.
Heinrichs Ausgestaltung der Minne-Episoden wies die Richtung für die Formung der frühhöfischen Venus-Minne, die einerseits zauberhaft, andererseits zwingend wirkt.
Die detaillierten und aufwendigen Beschreibungen im Eneasroman wurden von vielen anderen Dichtern nachgeahmt. Ebenso die regelmäßige Metrik der Verse und die reinen Reime, die eine relativ neue Erscheinung waren. In den Dialogen finden sich vielfach Stichomythien, die ebenfalls imitiert wurden.
Heinrich war um eine möglichst überregionale Sprache und einen Ausgleich seines Dialekts bemüht. Damit setzte er Maßstäbe, wie nachfolgende Dichter wie Herbort von Fritzlar und Albrecht von Halberstadt deutlich zeigen.
Nicht zuletzt lieferte der Roman dem Adel, dem Publikum, auch eine Anleitung für vornehmes Benehmen, feine Kleidung und elegante Ausdrucksweise. Auch in dieser Hinsicht hatte die Dichtung wahrscheinlich seine Wirkung.
Die Aeneis wurde nach Heinrich nie wieder für das deutsche Publikum bearbeitet.
Erst 1515 übersetzte der Franziskanerprediger und Satiriker Thomas Murner Vergils Epos Vers für Vers ins Deutsche.

### Textausgaben
- Vergil: Aeneis. Aus dem Lateinischen von Johann Heinrich Voß. Anaconda Verlag, Köln 2005.
- Heinrich von Veldeke: Eneasroman. Mittelhochdeutsch/Neuhochdeutsch. Nach dem Text von Ludwig Ettmüller ins Neuhochdeutsche übersetzt. Mit einem Stellenkommentar und einem Nachwort von Dieter Kartschoke. Durchgesehene und bibliographisch ergänzte Ausgabe. Philipp Reclam jun., Stuttgart 1986 u. ö. (2004).
- Heinrich von Veldeke: Eneasroman. Die Berliner Bilderhandschrift. Herausgegeben, übersetzt und kommentiert von Hans Fromm, mit den Miniaturen der Handschrift und einem Aufsatz von Dorothea und Peter Diemer, Frankfurt am Main: Deutscher Klassiker Verlag, 1992 (Bibliothek des Mittelalters 9).
- Monica Schöler-Beinhauer (Hrsg. und Übers.): Le roman d’Eneas. München 1972 (= Klassische Texte des Romanischen Mittelalters. Band 9).

### Sekundärliteratur
- Helmut Birkhan: Geschichte der altdeutschen Literatur im Licht ausgewählter Texte. Teil IV. Romanliteratur der Stauferzeit. Edition Praesens, Verlag für Literatur- und Sprachwissenschaft, 2003.
- Wolfgang Brandt: Die Erzählkonzeption Heinrichs von Veldeke in der ‚Eneide’. Ein Vergleich mit Vergils ‚Aeneis’. Herausgegeben von Josef Kunz, Erich Ruprecht und Ludwig Erich Schmitt. Marburger Beiträge zur Germanistik. Band 29. N.G. Elwert Verlag Marburg, 1969.
- Rodney W. Fisher: Heinrich von Veldeke. Eneas. A Comparison with the Roman d’Eneas and a translation into English. Australian and New Zealand studies in German language and literature. Vol. 17. Peter Lang European Academic Publishers, Bern 1992.
- Alexander Schmitt: Vergleich der Unterweltfahrt in Vergils Aeneis und dem Eneasroman Heinrichs von Veldeke. Grin-Verlag, München 2010, ISBN 978-3-640-69673-4.

### Primärliteratur
- Vergil: Aeneis. Aus dem Lateinischen von Johann Heinrich Voß. Anaconda Verlag, Köln 2005, ISBN 3-938484-08-X.
- Heinrich von Veldeke: Eneasroman. Mittelhochdeutsch/Neuhochdeutsch. Nach dem Text von Ludwig Ettmüller ins Neuhochdeutsche übersetzt. Mit einem Stellenkommentar und einem Nachwort von Dieter Kartschoke. Durchgesehene und bibliographisch ergänzte Ausgabe (= Reclams Universal-Bibliothek, Band 8303). Philipp Reclam jun., Stuttgart 2014, ISBN 978-3-15-008303-1.

### Sekundärliteratur
- Friedrich von Bezold: Das Fortleben der antiken Götter im mittelalterlichen Humanismus. Neudruck der Ausgabe von 1922. Zeller, Aalen 1962 DNB 450441911.
- Helmut Birkhan: Geschichte der altdeutschen Literatur im Licht ausgewählter Texte. Teil IV. Romanliteratur der Stauferzeit. Vorlesung im SS 2003 (= Edition Praesens-Studienbücher, Band 9). Edition Praesens, Verlag für Literatur- und Sprachwissenschaft, 2003, ISBN 3-7069-0150-1.
- Wolfgang Brandt: Die Erzählkonzeption Heinrichs von Veldeke in der ‚Eneide’. Ein Vergleich mit Vergils ‚Aeneis’. Herausgegeben von Josef Kunz, Erich Ruprecht und Ludwig Erich Schmitt. (= Marburger Beiträge zur Germanistik. Band 29). Elwert, Marburg 1969, ISBN 3-7708-0082-6 (Bearbeitete Dissertation Universität Marburg 1967, 346 Seite).
- Horst Brunner: Geschichte der deutschen Literatur des Mittelalters und der Frühen Neuzeit. Erweiterte und bibliographisch ergänzte Ausgabe. Reclams Universal-Bibliothek 17680, Stuttgart 2014, ISBN 978-3-15-017680-1.
- Helmut de Boor: Geschichte der deutschen Literatur von den Anfängen bis zur Gegenwart. Band 2. Die höfische Literatur: Vorbereitung, Blüte, Ausklang. 1170–1250. 11. Auflage. Bearbeitet von Ursula Hennig. Beck, München 1991, ISBN 3-406-35132-8.
- Ernst Robert Curtius: Europäische Literatur und lateinisches Mittelalter. 11. Auflage, Francke, Bern/München 1991, ISBN 3-7720-2133-6 / ISBN 3-7720-1398-8.
- A. Decker: Beiträge zum Vergleich der Aeneide Vergils mit der Heinrichs von Veldeke. In: Programm Bugenhagensches Gymnasium. 130., Treptow an der Rega 1884.
- Peter Dinzelbacher (Hrsg.): Sachwörterbuch der Mediävistik. Unter Mitarbeit zahlreicher Fachgelehrter und unter Verwendung der Vorarbeiten von Hans-Dieter Mück, Ulrich Müller, Franz Viktor Spechtler und Eugen Thurner. Alfred Kröner, Stuttgart 1992.
- M.-L. Dittrich: Die ‚Eneide’ Heinrichs von Veldeke. I. Teil. Quellenkritischer Vergleich mit dem Roman d’Eneas und Vergils Aeneis. Wiesbaden 1966.
- Volker Mertens, Ulrich Müller (Hrsg.): Epische Stoffe des Mittelalters (= Kröners Taschenausgabe. Band 483). Kröner, Stuttgart 1984, ISBN 3-520-48301-7, S. 247–289.
- Rodney W. Fisher: Heinrich von Veldeke. Eneas. A Comparison with the Roman d’Eneas and a translation into English. Peter Lang European Academic Publishers, Bern 1992 (Australian and New Zealand studies in German language and literature. Vol. 17.).
- Hans Fromm: Heinrich von Veldeke. In: Walther Killy (Hrsg.): Literaturlexikon. Autoren und Werke deutscher Sprache. Digitale Bibliothek Band 9. Bertelsmann Lexikon Verlag, Berlin 1998.
- Susanne Hafner: Maskulinität in der höfischen Erzählliteratur. Herausgegeben von Wiebke Freytag, Nikolaus Henkel, Udo Köster, Hans-Harald Müller, Jörg Schönert, Harro Segeberg. Peter Lang Europäischer Verlag der Wissenschaften, Frankfurt am Main 2004 (Hamburger Beiträge zur Germanistik. Band 40.).
- Joachim Hamm, Marie-Sophie Masse: Aeneasromane. In: Germania Litteraria Mediaevalis Francigena. Band IV: Historische und religiöse Erzählungen. Herausgegeben von Geert H. M. Claassens, Fritz Peter Knapp und Hartmut Kugler. Berlin, New York 2014, S. 79–116.
- Joachim Hamm: Die Poetik des Übergangs. Erzählen von der Unterwelt im Eneasroman Heinrichs von Veldeke. In: Unterwelten. Modelle und Transformationen. Herausgegeben von Joachim Hamm und Jörg Robert. Würzburg 2014, S. 99–122.
- Winfried Hartmann: Petrus Damianus. In: Hans Dieter Betz u. a. (Hrsg.): Religion in Geschichte und Gegenwart. 4. Auflage. Mohr Siebeck, Tübingen 2003, ISBN 3-16-146946-1.
- Peter Kern: Beobachtungen zum Adaptationsprozeß von Vergils „Aeneis“ im Mittelalter. Übersetzen im Mittelalter. Cambridger Kolloquium 1994. J. H. u. a., Berlin 1996, S. 109–133.
- Renate Kistler: Heinrich von Veldeke und Ovid. In: Hermae. Neue Folge, Band 71, Tübingen 1993.
- E. Norden: P. Vergilius Maro Aeneis Buch. Band 6. Darmstadt 1970.
- Bernhart Öhlinger: Destruktive Unminne. Der Liebe-Leid-Tod-Komplex in der Epik um 1200 im Kontext zeitgenössischer Diskurse. Herausgegeben von Ulrich Müller, Franz Hundsnurscher, Cornelius Sommer. Kümmerle Verlag, Göppingen 2001 (Göppinger Arbeiten zur Germanistik Nr. 673.).
- Marion Oswald: Gabe und Gewalt: Studien zur Logik und Poetik der Gabe in der frühhöfischen Erzählliteratur (= Historische Semantik. Band 7). Vandenhoeck und Ruprecht, Göttingen 2004, ISBN 3-525-36707-4 (zugleich Dissertation Universität Dresden 2002, 372 Seiten).
- H. Sacker: Heinrich von Veldeke’s Conception of the ‚Aeneid’. In: GLL N. 1956/57, S. 10.
- Silvia Schmitz: Die Poetik der Adaptation. Literarische inventio im »Eneas« Heinrichs von Veldeke. Niemeyer, Tübingen 2007.
- Jean Seznec: Das Fortleben der antiken Götter: die mythologische Tradition im Humanismus und in der Kunst der Renaissance, Fink, München 1990 (Originaltitel: La survivance des dieux antiques übersetzt von Heinz Jatho), ISBN 3-7705-2632-5.